# Pinzgauer Lokalbahn
| Wendezuggarnitur mit Gmeinder-Lokomotive Vs 81 |                         |                                         |                                         |
| |                         |                                         |                                         |
| Streckennummer: | 267 01                  |                                         |                                         |
| Kursbuchstrecke (ÖBB): | 230                     |                                         |                                         |
| Streckenlänge: | 52,611 km               |                                         |                                         |
| Spurweite: | 760 mm (Bosnische Spur) |                                         |                                         |
| Maximale Neigung: | 23,7 ‰                  |                                         |                                         |
| Minimaler Radius: | 100 m                   |                                         |                                         |
| Streckengeschwindigkeit: | 80 km/h                 |                                         |                                         |
| |                         |                                         |                                         |
| \| \| \| von Wörgl Hbf (1435 mm) \| \| \| \| 0,000 \| Zell am See \| 752 m ü. A. \| \| \| 0,072 \| Zell am See Lokalbahn \| Zell am See Lokalbahn \| \| \| ≈ 1,30 \| Zell am See Schüttdorf (geplant)[1] \| Zell am See Schüttdorf (geplant)[1] \| \| \| 1,526 \| Tischlerhäusl (Depot) \| Tischlerhäusl (Depot) \| \| \| \| nach Salzburg Hbf (1435 mm) \| \| \| \| 2,227 \| Kitzsteinhornstraße \| Kitzsteinhornstraße \| \| \| 2,630 \| Areitbahn \| Areitbahn \| \| \| 2,974 \| Bruckberg \| Bruckberg \| \| \| 3,575 \| Zellermoos \| Zellermoos \| \| \| 3,784 \| Bruckberg Golfplatz \| 752 m ü. A. \| \| \| \| \| \| \| \| \| \| \| \| \| 6,2146,453 \| Fehlerprofil (−239 m) \| Fehlerprofil (−239 m) \| \| \| 6,715 \| Fürth-Kaprun \| Fürth-Kaprun \| \| \| \| ex AB Senoplast \| \| \| \| 8,456 \| Piesendorf \| 758 m ü. A. \| \| \| 9,490 \| Piesendorf Bad \| Piesendorf Bad \| \| \| 11,226 \| Walchen im Pinzgau \| Walchen im Pinzgau \| \| \| 13,940 \| Jesdorf Bergfried \| Jesdorf Bergfried \| \| \| \| ex AB Sägewerk \| \| \| \| 15,329 \| Niedernsill \| 767 m ü. A. \| \| \| 16,830 \| Lengdorf \| Lengdorf \| \| \| 19,361 \| Uggl-Schwarzenbach \| Uggl-Schwarzenbach \| \| \| \| ex AB ASZ \| \| \| \| 21,092 \| Uttendorf Stubachtal \| 776 m ü. A. \| \| \| \| ex AB Kraftwerk \| \| \| \| \| \| \| \| \| 22,068 \| Uttendorf i. P. Manlitzbrücke (ab 2011) \| Uttendorf i. P. Manlitzbrücke (ab 2011) \| \| \| \| \| \| \| \| \| Fehlerprofil \| \| \| \| 23,602 \| Pirtendorf \| Pirtendorf \| \| \| 24,338 \| Stuhlfelden Siedlung \| Stuhlfelden Siedlung \| \| \| 25,100 \| Stuhlfelden \| Stuhlfelden \| \| \| 26,389 \| Heilbad Burgwies \| Heilbad Burgwies \| \| \| \| ex AB Lagerhaus \| \| \| \| 27,350 \| Burk \| Burk \| \| \| 27,892 \| Mittersill Essiger \| Mittersill Essiger \| \| \| 28,570 \| Mittersill \| 786 m ü. A. \| \| \| \| ex AB Heeresversuchsanstalt \| \| \| \| 31,099 \| Rettenbach \| 794 m ü. A. \| \| \| 33,761 \| Hollersbach \| Hollersbach \| \| \| 34,598 \| Hollersbach Panoramabahn \| Hollersbach Panoramabahn \| \| \| 35,870 \| Dorf-Paßthurn \| Dorf-Paßthurn \| \| \| 37,060 \| Mühlbach im Pinzgau \| 812 m ü. A. \| \| \| 38,637 \| Wenns \| Wenns \| \| \| 39,390 \| Bramberg \| 815 m ü. A. \| \| \| 39,996 \| Steinach \| Steinach \| \| \| 41,971 \| Habachtal-Weyerhof \| Habachtal-Weyerhof \| \| \| 43,683 \| Vorstadl \| Vorstadl \| \| \| \| (neue Strecke ab 2010) \| \| \| \| 44,159 \| AB Gewerbegebiet \| AB Gewerbegebiet \| \| \| 44,937 \| Neukirchen am Großvenediger \| 834 m ü. A. \| \| \| \| \| \| \| \| \| Fehlerprofil \| \| \| \| 46,967 \| Sulzbachtäler \| Sulzbachtäler \| \| \| 48,229 \| Rosental \| 854 m ü. A. \| \| \| 49,585 \| Wald im Pinzgau \| 869 m ü. A. \| \| \| 50,770 \| Kreidlsiedlung \| Kreidlsiedlung \| \| \| 51,539 \| Lahnsiedlung \| 880 m ü. A. \| \| \| 52,736 \| Krimml \| 911 m ü. A. \| \| \| \| \| \| \| Quellen: - Variantenvergleich und Ausarbeitung Betriebskonzept für die Lokalbahn Zell am See - Kaprun \| \| \| \| |                         |                                         |                                         |
| Strecke |                         | von Wörgl Hbf (1435 mm)                 | von Wörgl Hbf (1435 mm)                 |
| Strecke (außer Betrieb) · Bahnhof | 0,000                   | Zell am See                             | 752 m ü. A.                             |
| Kopfbahnhof Strecke bis hier außer Betrieb · Strecke | 0,072                   | Zell am See Lokalbahn                   | Zell am See Lokalbahn                   |
| ehemaliger Haltepunkt / Haltestelle · ehemaliger Haltepunkt / Haltestelle | ≈ 1,30                  | Zell am See Schüttdorf (geplant)        | Zell am See Schüttdorf (geplant)        |
| Bahnhof · Strecke | 1,526                   | Tischlerhäusl (Depot)                   | Tischlerhäusl (Depot)                   |
| Strecke · Strecke nach links |                         | nach Salzburg Hbf (1435 mm)             | nach Salzburg Hbf (1435 mm)             |
| Haltepunkt / Haltestelle | 2,227                   | Kitzsteinhornstraße                     | Kitzsteinhornstraße                     |
| Haltepunkt / Haltestelle | 2,630                   | Areitbahn                               | Areitbahn                               |
| Haltepunkt / Haltestelle | 2,974                   | Bruckberg                               | Bruckberg                               |
| Haltepunkt / Haltestelle | 3,575                   | Zellermoos                              | Zellermoos                              |
| Bahnhof | 3,784                   | Bruckberg Golfplatz                     | 752 m ü. A.                             |
| Abzweig geradeaus und ehemals nach links · Strecke von rechts (außer Betrieb) |                         |                                         |                                         |
| Abzweig geradeaus und ehemals von links · Strecke nach rechts (außer Betrieb) |                         |                                         |                                         |
| Kilometer-Wechsel | 6,2146,453              | Fehlerprofil (−239 m)                   | Fehlerprofil (−239 m)                   |
| Bahnhof | 6,715                   | Fürth-Kaprun                            | Fürth-Kaprun                            |
| Abzweig geradeaus und ehemals von links |                         | ex AB Senoplast                         | ex AB Senoplast                         |
| Bahnhof | 8,456                   | Piesendorf                              | 758 m ü. A.                             |
| Haltepunkt / Haltestelle | 9,490                   | Piesendorf Bad                          | Piesendorf Bad                          |
| Haltepunkt / Haltestelle | 11,226                  | Walchen im Pinzgau                      | Walchen im Pinzgau                      |
| Haltepunkt / Haltestelle | 13,940                  | Jesdorf Bergfried                       | Jesdorf Bergfried                       |
| Abzweig geradeaus und ehemals von rechts |                         | ex AB Sägewerk                          | ex AB Sägewerk                          |
| Bahnhof | 15,329                  | Niedernsill                             | 767 m ü. A.                             |
| Haltepunkt / Haltestelle | 16,830                  | Lengdorf                                | Lengdorf                                |
| ehemaliger Haltepunkt / Haltestelle | 19,361                  | Uggl-Schwarzenbach                      | Uggl-Schwarzenbach                      |
| Abzweig geradeaus und ehemals von rechts |                         | ex AB ASZ                               | ex AB ASZ                               |
| Bahnhof | 21,092                  | Uttendorf Stubachtal                    | 776 m ü. A.                             |
| Abzweig geradeaus und ehemals von links |                         | ex AB Kraftwerk                         | ex AB Kraftwerk                         |
| Abzweig geradeaus und ehemals nach links · Strecke von rechts (außer Betrieb) |                         |                                         |                                         |
| Haltepunkt / Haltestelle · Strecke (außer Betrieb) | 22,068                  | Uttendorf i. P. Manlitzbrücke (ab 2011) | Uttendorf i. P. Manlitzbrücke (ab 2011) |
| Abzweig geradeaus und ehemals von links · Strecke nach rechts (außer Betrieb) |                         |                                         |                                         |
| Kilometer-Wechsel |                         | Fehlerprofil                            | Fehlerprofil                            |
| Haltepunkt / Haltestelle | 23,602                  | Pirtendorf                              | Pirtendorf                              |
| Haltepunkt / Haltestelle | 24,338                  | Stuhlfelden Siedlung                    | Stuhlfelden Siedlung                    |
| Bahnhof | 25,100                  | Stuhlfelden                             | Stuhlfelden                             |
| Haltepunkt / Haltestelle | 26,389                  | Heilbad Burgwies                        | Heilbad Burgwies                        |
| Abzweig geradeaus und ehemals nach links |                         | ex AB Lagerhaus                         | ex AB Lagerhaus                         |
| Haltepunkt / Haltestelle | 27,350                  | Burk                                    | Burk                                    |
| Haltepunkt / Haltestelle | 27,892                  | Mittersill Essiger                      | Mittersill Essiger                      |
| Bahnhof | 28,570                  | Mittersill                              | 786 m ü. A.                             |
| Abzweig geradeaus und ehemals nach links |                         | ex AB Heeresversuchsanstalt             | ex AB Heeresversuchsanstalt             |
| Haltepunkt / Haltestelle | 31,099                  | Rettenbach                              | 794 m ü. A.                             |
| Haltepunkt / Haltestelle | 33,761                  | Hollersbach                             | Hollersbach                             |
| Haltepunkt / Haltestelle | 34,598                  | Hollersbach Panoramabahn                | Hollersbach Panoramabahn                |
| Bahnhof | 35,870                  | Dorf-Paßthurn                           | Dorf-Paßthurn                           |
| Haltepunkt / Haltestelle | 37,060                  | Mühlbach im Pinzgau                     | 812 m ü. A.                             |
| Haltepunkt / Haltestelle | 38,637                  | Wenns                                   | Wenns                                   |
| Bahnhof | 39,390                  | Bramberg                                | 815 m ü. A.                             |
| Haltepunkt / Haltestelle | 39,996                  | Steinach                                | Steinach                                |
| Haltepunkt / Haltestelle | 41,971                  | Habachtal-Weyerhof                      | Habachtal-Weyerhof                      |
| Haltepunkt / Haltestelle | 43,683                  | Vorstadl                                | Vorstadl                                |
| Strecke von links (außer Betrieb) · Abzweig geradeaus und ehemals nach rechts |                         | (neue Strecke ab 2010)                  | (neue Strecke ab 2010)                  |
| Strecke (außer Betrieb) · Abzweig geradeaus und nach rechts | 44,159                  | AB Gewerbegebiet                        | AB Gewerbegebiet                        |
| Bahnhof (Strecke außer Betrieb) · Bahnhof | 44,937                  | Neukirchen am Großvenediger             | 834 m ü. A.                             |
| Strecke nach links (außer Betrieb) · Abzweig geradeaus und ehemals von rechts |                         |                                         |                                         |
| Kilometer-Wechsel |                         | Fehlerprofil                            | Fehlerprofil                            |
| Haltepunkt / Haltestelle | 46,967                  | Sulzbachtäler                           | Sulzbachtäler                           |
| Haltepunkt / Haltestelle | 48,229                  | Rosental                                | 854 m ü. A.                             |
| Bahnhof | 49,585                  | Wald im Pinzgau                         | 869 m ü. A.                             |
| ehemaliger Haltepunkt / Haltestelle | 50,770                  | Kreidlsiedlung                          | Kreidlsiedlung                          |
| Haltepunkt / Haltestelle | 51,539                  | Lahnsiedlung                            | 880 m ü. A.                             |
| Kopfbahnhof Streckenende | 52,736                  | Krimml                                  | 911 m ü. A.                             |
| |                         |                                         |                                         |
| Quellen: - Variantenvergleich und Ausarbeitung Betriebskonzept für die Lokalbahn Zell am See - Kaprun |                         |                                         |                                         |

Koordinaten: 47° 17′ 1,2″ N, 12° 28′ 52,9″ O
Die Pinzgauer Lokalbahn, auch Pinzgaubahn oder Krimmler Bahn genannt, ist eine Schmalspurbahn mit einer Spurweite von 760 Millimetern (Bosnische Spurweite) im österreichischen Bundesland Salzburg. Die seit 1. Juli 2008 im Eigentum des Landes Salzburg stehende ehemalige ÖBB-Strecke wird von der Salzburg AG unter der Bezeichnung SLB Pinzgauer Lokalbahn betrieben. Sie verläuft mit knapp 53 Kilometern Länge im Tal der Salzach zwischen Zell am See und Vorderkrimml durch die Hochgebirgsregion des Salzburger Pinzgaus.
Der Abschnitt zwischen Mittersill und Wald war wegen einer starken Beschädigung durch Hochwasser ab dem Jahr 2005 unbefahrbar und wurde in zwei Etappen wiederaufgebaut. Die komplette Strecke wurde am 11. September 2010, zwei Jahre nach der Übernahme durch das Land Salzburg, wiedereröffnet.

## Geschichte

### Bau und früher Betrieb

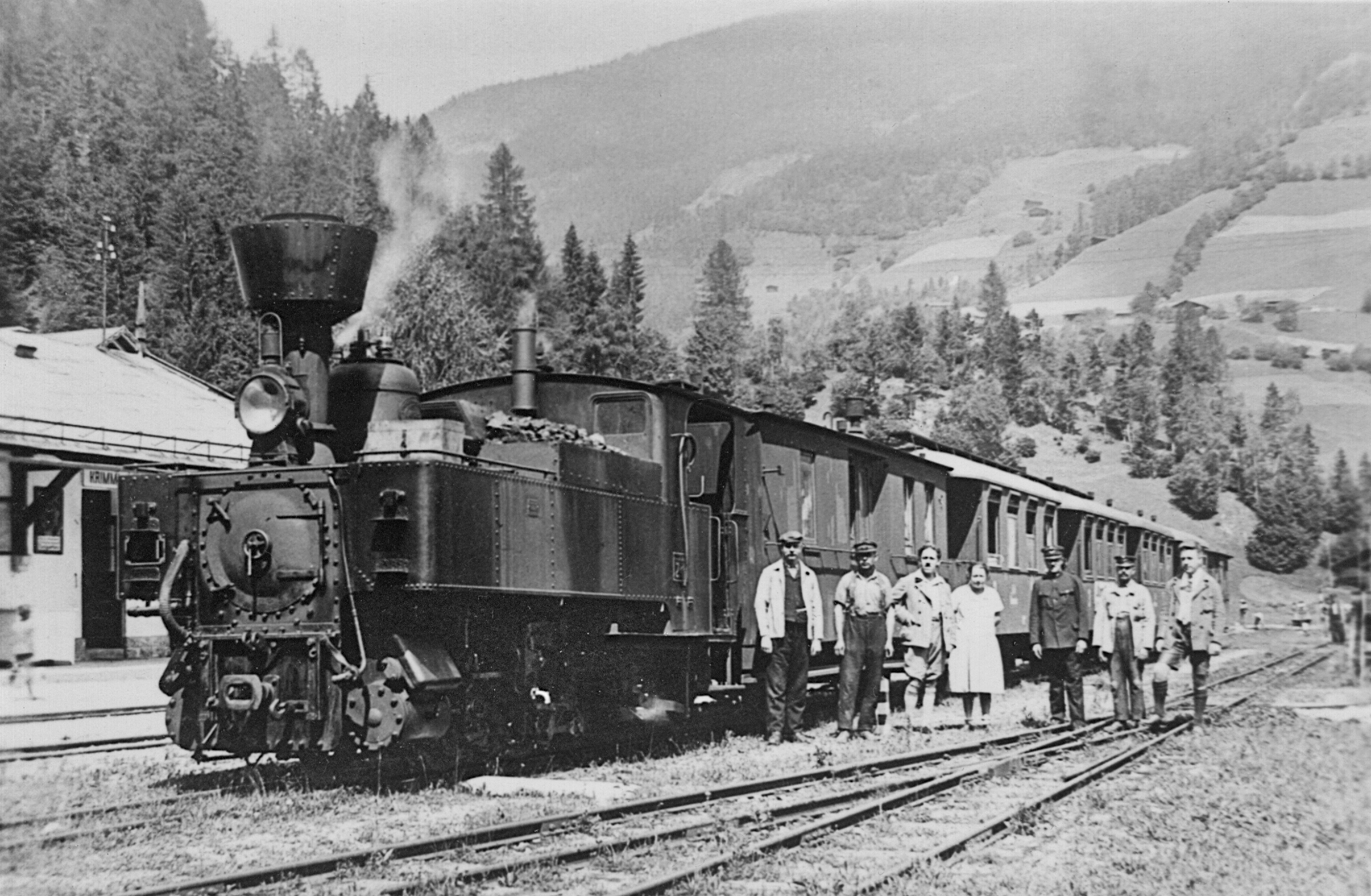
Die Zugmannschaft und das Personal des Bahnhofs Krimml hat zum Gruppenfoto mit der Z.1 Aufstellung genommen (1929)

Bereits 1889 gab es Pläne zur Errichtung einer Eisenbahnstrecke von Zell am See in den Oberpinzgau. Die Vorarbeiten bis zur Konzessionserteilung dauerten jedoch noch bis 1896. Am 19. Mai 1896 unterzeichnete Kaiser Franz Joseph I. die Urkunde zum Bau und Betrieb einer schmalspurigen Lokalbahn von Zell am See über Mittersill nach Krimml.
Eröffnet wurde die Schmalspurbahn als Pinzgauer Localbahn am 2. Jänner 1898. Geplant war neben der Errichtung einer elektrisch zu betreibenden Kleinbahn von der Endstelle (Unter-)Krimml zu den Krimmler Wasserfällen auch die Verbindung mit der Zillertalbahn in Tirol. Beide Vorhaben wurden jedoch nicht verwirklicht.
Anfänglich verkehrten täglich zwei Personenzüge, wobei einer auch den Güterverkehr übernahm. Dieser diente in erster Linie dem Holztransport und dem Transport von landwirtschaftlichen Gütern. In Zell am See wurde die Fracht auf Normalspurwagen umgeladen. 1926 wurde der Rollwagenbetrieb eingeführt.
In der ersten österreichischen Republik gehörte die Strecke in den Zuständigkeitsbereich der Bundesbahndirektion Innsbruck. Nach dem Anschluss Österreichs 1938 firmierte diese kurzfristig als Reichsbahndirektion Innsbruck, bevor sie bereits zum 15. Juli 1938 aufgelöst wurde. Die Strecke wurde der Reichsbahndirektion Linz unterstellt. Nach 1945 wurden die ÖBB wieder gegründet, die Direktionsstruktur aus der Zeit vor 1938 wieder eingerichtet, auch die Bundesbahndirektion Innsbruck.

### Zweite Republik
Der Personenverkehr litt seit dem Aufkommen des Individual- und Autobusverkehrs in der Nachkriegszeit zunehmend unter starkem Fahrgastschwund. Er konnte jedoch durch Verbesserungen wieder attraktiver gemacht werden: So wurden 1986 die ersten Triebwagen der Reihe 5090 angeliefert, die nach dem Vorbild der StLB VT 31–35 konstruiert waren.
1987 wurde die Bahntrasse zwischen Mittersill und Krimml durch Hochwasser schwer beschädigt. Dies führte jedoch nicht, wie befürchtet wurde, zur Einstellung der Bahn in diesem Abschnitt, sondern zu einem aufwändigen Wiederaufbau der Gleisanlagen. In späteren Jahren erfolgte zusätzlich die Entschärfung einiger besonders enger Bögen, wodurch die Pinzgaubahn die einzige Schmalspurbahn der ÖBB wurde, auf der fahrplanmäßig Geschwindigkeiten von 70 km/h erreicht werden konnten. Auch wurden zusätzliche Haltepunkte eingerichtet und der schaffnerlose Betrieb eingeführt.
Anfang des Jahres 1989 wurde der sogenannte Stadtverkehr Zell am See eingerichtet, das bedeutete zusätzliche Fahrten zwischen Zell am See und Bruckberg Golfplatz. Dadurch ergab sich auf diesem Teilstück werktags ein 30-Minuten-Takt. Die Fahrt auf dieser Teilstrecke konnte fortan fahrplanmäßig in nur acht Minuten Fahrtzeit, gegenüber zwölf Minuten mit dem Autobus, zurückgelegt werden. Der Fahrplan konnte so konzipiert werden, dass kein zusätzliches Fahrzeug nötig wurde. Mit solchen Maßnahmen konnte man die Strecke als „Paradeschmalspurstrecke“ der ÖBB bezeichnen. Seit dem 26. Mai 1990 wird die Strecke im Zugleitbetrieb betrieben, der Zugleitfahrdienstleiter hat seinen Dienstsitz in Tischlerhäusl.
Dennoch wurde der Güterverkehr 1998 von den ÖBB als unrentabel betrachtet und eingestellt, ab 2000 bestanden Bestrebungen der ÖBB, den Betrieb komplett einzustellen. Dies führte zu langwierigen Verhandlungen mit dem Amt der Salzburger Landesregierung. Nach praktisch jährlich wiederkehrenden Ankündigungen einer Betriebseinstellung wurde letztlich ein Verkehrsdienstevertrag mit dem Land Salzburg geschlossen, welcher einen langfristigen Bestand der Pinzgaubahn garantieren sollte. Der zwischen dem Bund, dem Land Salzburg und den ÖBB unterzeichnete Vertrag sah für die Bahn Investitionen in der Höhe von 21,2 Millionen Euro vor. 80 Prozent dieser Summe wurden vom Verkehrsministerium beigetragen, 20 Prozent vom Verkehrsressort des Landes Salzburg. Als erstes Anzeichen für die Wirksamkeit dieses Vertrages wurde die 2005 erfolgte Bestellung neuer Fahrzeuge angesehen. Ab der Neuorganisation der ÖBB zum 1. Jänner 2005 gehörte die Pinzgaubahn zunächst zur Personenverkehr AG der ÖBB.

### Zerstörung durch Hochwasser und Übernahme durch das Land

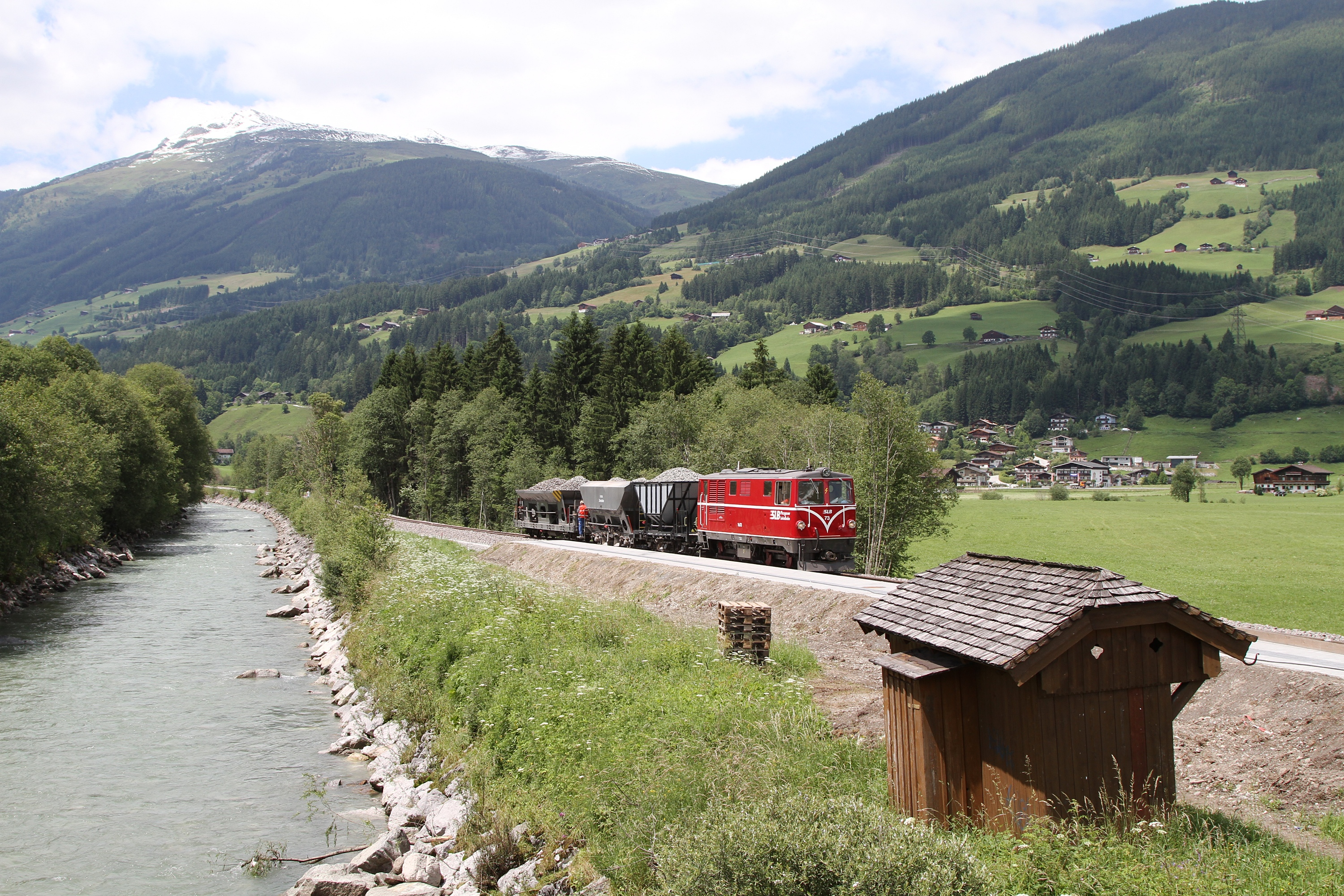
Bauzug mit Schotterwagen an der Haltestelle Sulzbachtäler (Juni 2010)

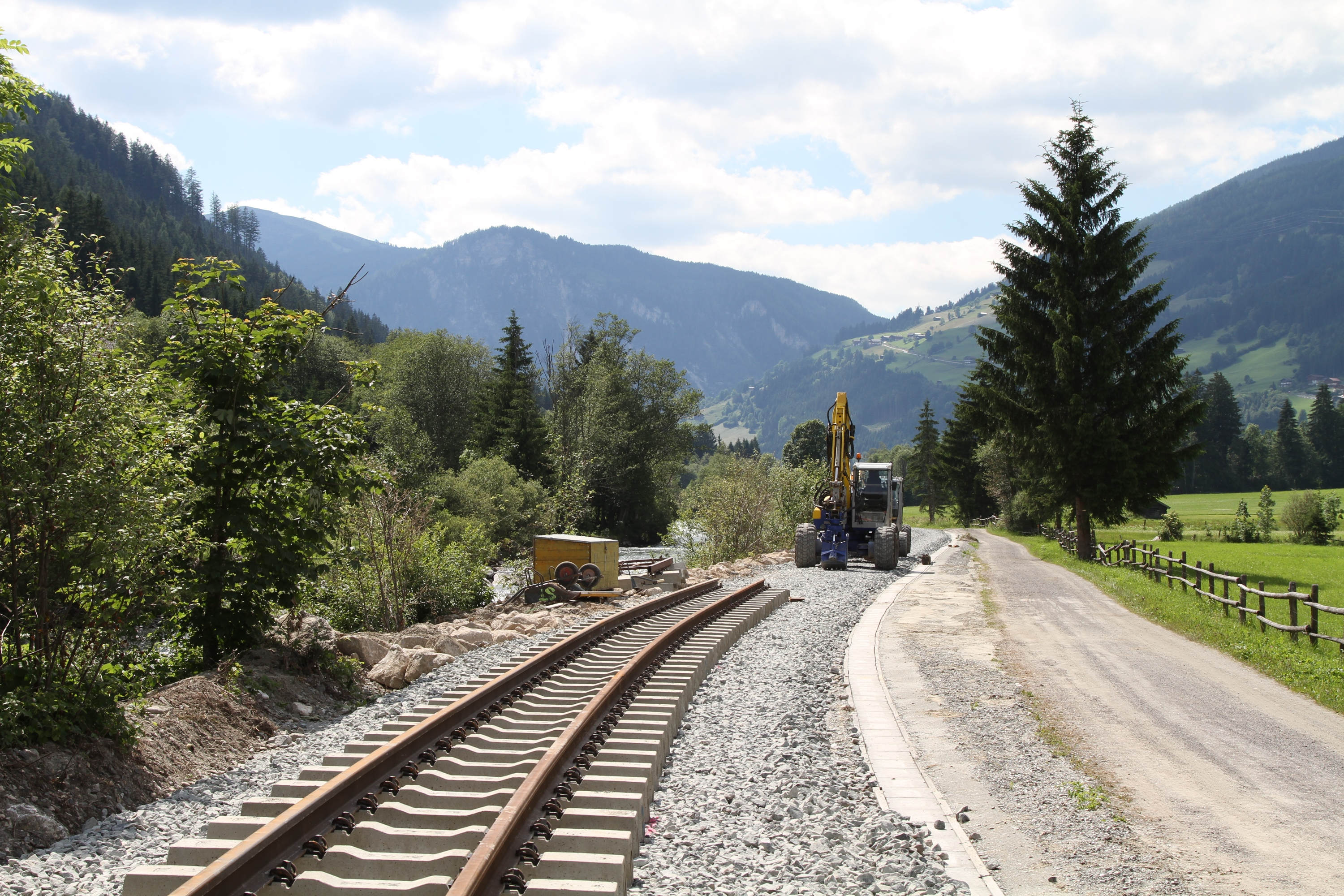
Gleisneulage mit schwerem Schienenprofil auf Betonschwellen bei Rosental-Großvenediger (Juni 2010)

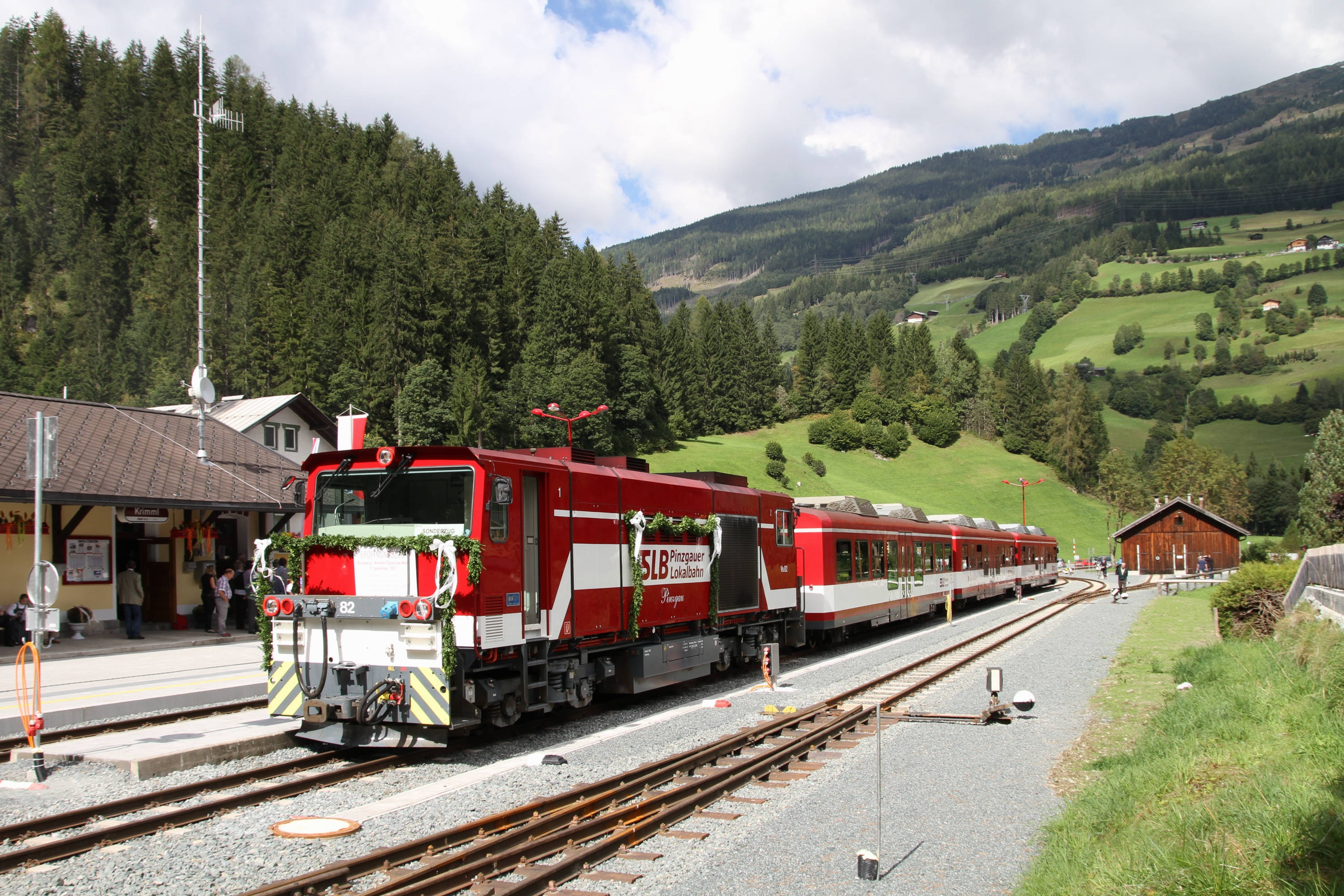
Eröffnungszug in Krimml, 11. September 2010

Zwischen dem 10. und 12. Juli 2005 (ein lokal stärkeres Ereignis als das große Augusthochwasser) unterspülte die Hochwasser führende Salzach auf weiten Teilen die Gleise der Bahntrasse und bewirkte, dass die Pinzgaubahn vorübergehend nur mehr auf einem kurzen Teilstück bis Piesendorf verkehren konnte. Am 21. Oktober 2005 wurde nach Wiederherstellung des Unterbaues und des Gleiskörpers der Betrieb wieder bis Mittersill aufgenommen. Ab Streckenkilometer 28,857 blieb die Bahn weiterhin unbefahrbar.
Der Wiederaufbau des vor allem für den Tourismus in den Nationalpark Hohe Tauern bedeutenden Streckenabschnittes bis Krimml war lange Zeit nicht gesichert. Zur Wiederherstellung des Schutzdammes der Salzach mussten die beschädigten Gleisanlagen in mehreren Abschnitten gänzlich abgetragen werden.
Im Jänner 2007 schlossen die ÖBB und das Land Salzburg eine Übereinkunft zum Wiederaufbau der 2005 schwer beschädigten Strecke in einer verbessert trassierten Linienführung, die Bahndämme waren bereits beim Bau der Hochwasserschutzmaßnahmen hergestellt worden. Die dafür benötigten Beträge kamen vom Verkehrsministerium, aus dem Infrastrukturvertrag von 2005, sowie vom Land Salzburg.
Die ÖBB übertrugen zum 1. Juli 2008 die Pinzgaubahn an das Land Salzburg. Mit der Betriebsführung beauftragt wurde die Salzburg AG, welche bereits die Bahnstrecken Salzburg–Lamprechtshausen und Bürmoos–Trimmelkam und über das Tochterunternehmen Salzkammergutbahn GmbH die Schafbergbahn betreibt. Infrastruktur und Fahrzeuge wurden von der Salzburg AG erworben. Als erste Maßnahme wurde in allen Zügen der Schaffner wieder eingeführt.
Auf private Initiative wurde eine Bausteinaktion für den Wiederaufbau organisiert, der erlangte Erlös von 13.000 Euro wurde nunmehr nicht in den Streckenaufbau, sondern in die Beschaffung eines Aussichtswagens investiert.
Das aus einem Güterwagen der Mariazellerbahn umgebaute Fahrzeug wurde im Juli 2010 angeliefert.
Die Wiederherstellung des Streckenabschnitts Mittersill–Bramberg sollte entsprechend den Planungen der SLB Pinzgauer Lokalbahn von Anfang 2009 bis zum Dezember desselben Jahres dauern.
Am 22. Juli 2009 wurde mit dem Wiederaufbau des Gleiskörpers bis Bramberg begonnen, am 9. Dezember wurde der Abschnitt behördlich abgenommen und damit für den Verkehr freigegeben.
Mit dem Fahrplanwechsel am 13. Dezember 2009 wurde der reguläre Betrieb bis Bramberg wieder aufgenommen.
Weiter bis Krimml wurde bis August 2010 gebaut. Mit Aufnahme des Vollbetriebes am 12. September 2010 verkehrten 13 Zugpaare im Stundentakt zwischen Zell am See und Krimml. Bis zur Wiederherstellung der noch unbefahrbaren Streckenabschnitte fuhren auf der Strecke Mittersill–Krimml bzw. Bramberg–Krimml Busse der ÖBB-Postbus GmbH im Schienenersatzverkehr. Die Haltestelle Kreilsiedlung wurde aufgelassen. Die Strecke wurde in großen Teilen neu trassiert, auf 24 km wurde auf Betonschwellen verschweißtes Gleis verlegt. Drei Kreuzungsbahnhöfe wurden mit Rückfallweichen versehen. Am 11. September 2010 wurde der oberste Streckenabschnitt zwischen Bramberg und Krimml mit Volksfesten an den Bahnhöfen wiedereröffnet. Festredner waren neben dem Lokalbahndirektor Gunter Mackinger Salzburgs Landeshauptfrau Gabi Burgstaller (SPÖ) und ihr Stellvertreter und Verkehrslandesrat Wilfried Haslauer (ÖVP).
Am 12. September wurde der Planverkehr bis zum – in der Gemeinde Wald liegenden – Bahnhof Krimml wiederaufgenommen. Es gab nun einen Stundentakt bis Krimml/Gde. Wald im Pinzgau.
Nach der Fertigstellung wurde die eingleisige Strecke mit einem rechnergestützten Zugleitsystem ausgerüstet. Auf ortsfeste Signale wird verzichtet, über GPS werden die Fahrzeuge geortet. Auf einem Bildschirm am Führerstand wird den Lokführern angezeigt, ob und wie weit sie fahren dürfen. Fahren sie zu weit, wird der Zug automatisch gestoppt und die anderen Lokführer werden gewarnt. Auch die historische Dampflok Mh3 besitzt ein Fahrzeuggerät. Das System wurde nach einer siebenmonatigen Erprobungsphase am 1. April 2012 in Betrieb genommen.
Damit gehörte die Wiederherstellung der Krimmlstrecke neben der Hochleistungsstrecke Westbahn Salzburg–Attnang-Puchheim, der Verlängerung der Bahnstrecke Bürmoos–Trimmelkam nach Ostermiething und dem festgefahrenen Ausbau der Tauernbahn im Gasteinertal – zu den wichtigsten Bahninfrastrukturprojekten im Land Salzburg in den 2000ern.
Auch die Option einer Verlängerung um etwa zwei Kilometer zu den Krimmler Wasserfällen ist wieder im Gespräch. Dieses Projekt würde grob geschätzt 6–10 Millionen Euro kosten. Der Krimmler Bürgermeister Erich Czerny (ÖVP) könnte sich eine Verlängerung vorstellen, wünscht sich aber einen Bahnhof zwischen den Krimmler Wasserfällen und dem Ort Krimml. Ob und wann die Verlängerung gebaut wird, ist noch unklar, eine Machbarkeitsstudie darüber sollte vom Land Salzburg im Winter 2010 erstellt werden.
Im Regierungsprogramm der Salzburger Landesregierung 2018 wurden die Verlängerungspläne wieder aktiviert. Dementsprechend findet sich auch eine Willenserklärung im Koalitionsvertrag zwischen ÖVP, Grünen und Neos vom 28. Mai 2018.

### Hochwasser 2014
Nach dem schweren Hochwasser vom 31. Juli 2014 wurde der Bahnverkehr zwischen Niedernsill und Krimml für längere Zeit gesperrt, da die Strecke an mehreren Stellen völlig unterspült worden war. Der Betrieb zwischen Niedernsill und Mittersill wurde am 15. September, auf dem Reststück nach 88 Tagen Sperre im Oktober wieder aufgenommen.

### Erneute Sperre 2021
Es kommt immer wieder vor, das die Strecke durch Naturereignisse gesperrt werden muss. Hier sind meist Regen (Unterspülung) und Murenabgänge zu nennen.
Durch das Hochwasser in West- und Mitteleuropa 2021 wurde die Strecke an mehreren Stellen unterbrochen. Zwischen Niedernsill und Krimml wurde daher ein Schienenersatzverkehr eingerichtet. Im April 2023 begann der Wiederaufbau der schwer beschädigten Gleisanlagen.
In einem ersten Schritt sollte der Betrieb ab Herbst 2023 wieder bis Mittersill aufgenommen werden. Allerdings verzögerte sich die Inbetriebnahme wegen eines weiteren Hochwasserschadens während der Wiederaufbauarbeiten im August 2023, sodass die Wiederinbetriebnahme des Streckenabschnitts bis Mittersill erst am 17. Juni 2024 erfolgen konnte. Der Streckenabschnitt flussaufwärts bis Krimml sollte ursprünglich bis Ende 2025 folgen, aktuelle Planungen sehen für 2025 aber zunächst eine Aufnahme des Betriebs nur bis Hollersbach vor.

### Unfälle

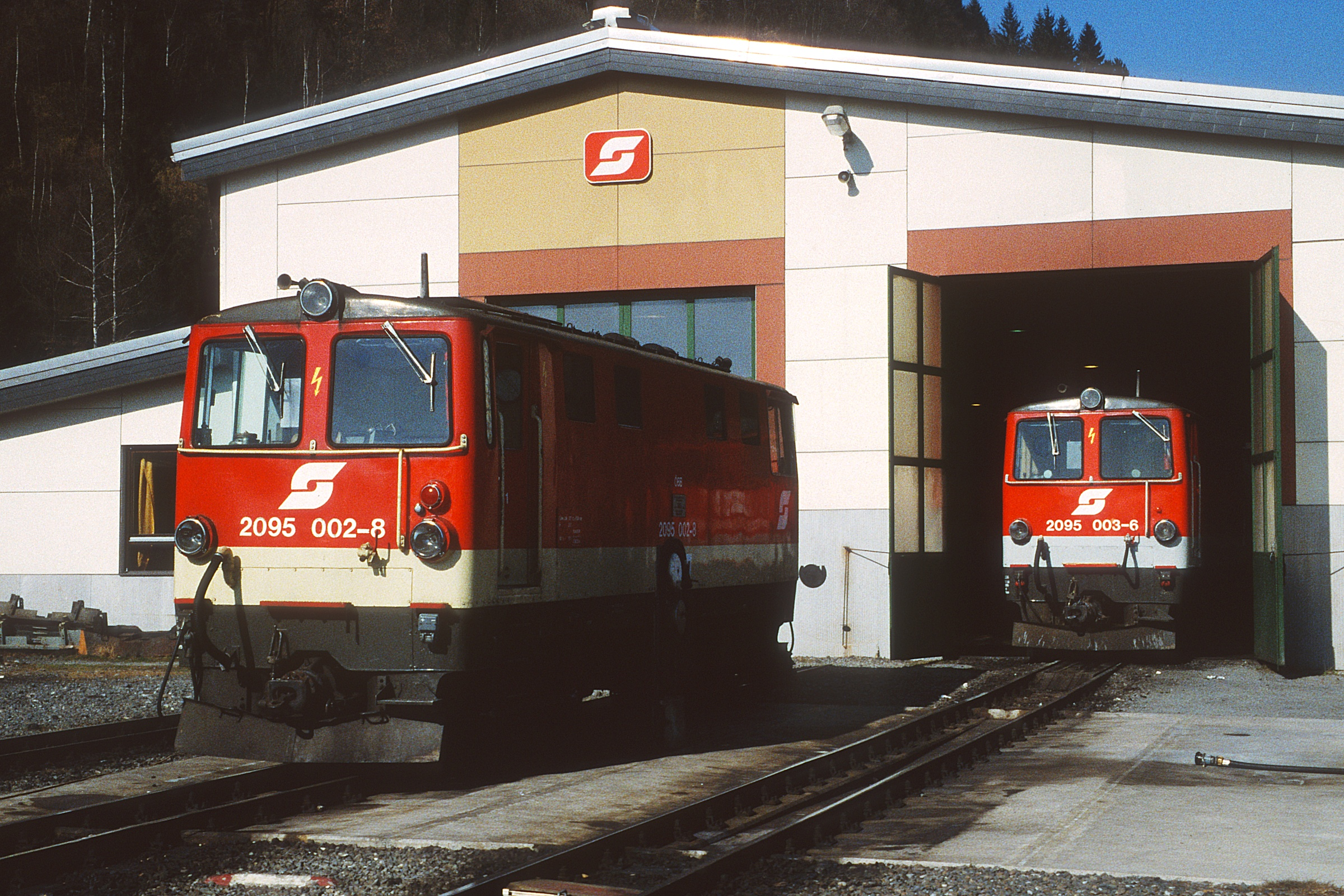
Die bei dem Unfall 2005 zerstörten 2095 002 und 003 im Depot Tischlerhäusl (1998)

Am 2. Juli 2005 ereignete sich der bisher schwerste Unfall in der Geschichte der Pinzgaubahn. Bei einem Frontalzusammenstoß zweier aus Loks und Reisezugwagen bestehender Züge nahe Bramberg wurden ein Lokführer und ein Fahrgast getötet sowie zahlreiche Personen zum Teil schwer verletzt. Als Unfallursache wurde menschliches Versagen festgestellt.
Am 4. Mai 2009 ereignete sich ein weiterer schwerer Unfall, als ein Lastkraftwagen auf einem Bahnübergang mit einem Triebwagen zusammenstieß. Dabei wurden 15 Personen verletzt, eine davon schwer. Der schwer beschädigte Triebwagen wurde bei den ÖBB-Technische Services St. Pölten repariert und im Juni 2010 wieder im Pinzgau in Betrieb genommen.
Am 5. Juni 2011 kam es durch eine Manipulation an einer Weiche gegen 9:00 Uhr zur Entgleisung eines Triebwagens vor dem Bahnhof Neukirchen am Großvenediger, wobei keine Personen zu Schaden kamen. Der Sachschaden wird mit 300.000 Euro beziffert.

## Streckenverlauf
Die Bahnstrecke nimmt, dann bis Tischlerhäusel parallel südwärts zur Giselabahn verlaufend, ihren Ausgang im Bahnhof Zell am See. In Tischlerhäusel wendet sie sich westwärts ins breite Salzachtal hinein, wo sie sich zunächst bis etwa Walchen grob der Basis des nördlichen Talhangs folgt und die flachen Schwemmkegel von Fürth und Piesendorf südlich umrundet. Ab Walchen wurde die Trasse unmittelbar an der – begradigten – Salzach bis Uttendorf verlegt. Westlich von Uttendorf geht es abermals nördlich des Flusses unter Aussparung der Schwemmfächer bis Mittersill. Neuerlich wurde hernach die Lage unmittelbar am nördlichen Salzachufer gewählt und lediglich bei Bramberg und Neukirchen kurz davon ortsnah abgewichen. Der Endbahnhof liegt dann am Zusammenfluss der Salzach mit der Krimmler Ache.

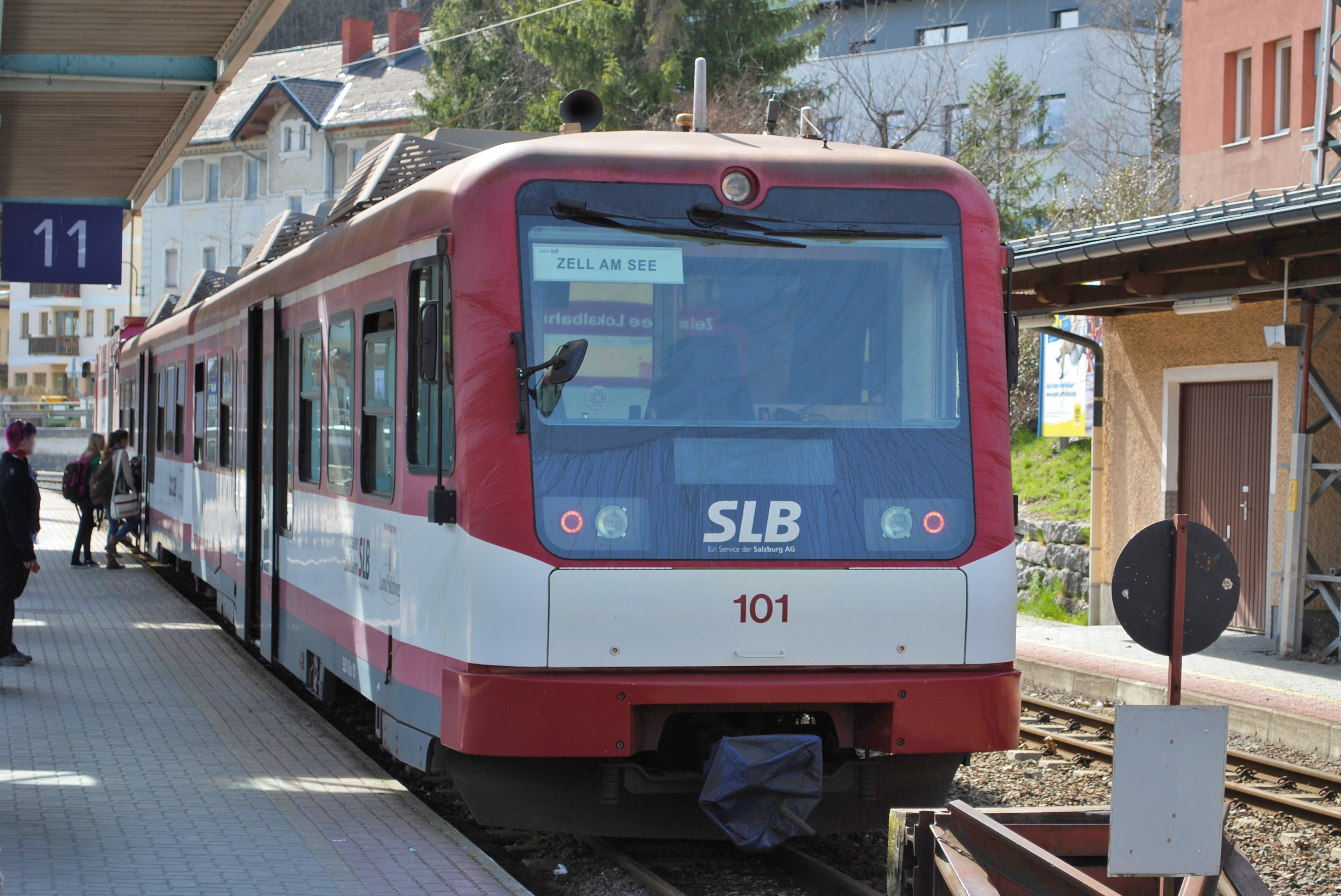
Pinzgauer Lokalbahn in Zell am See (März 2014)
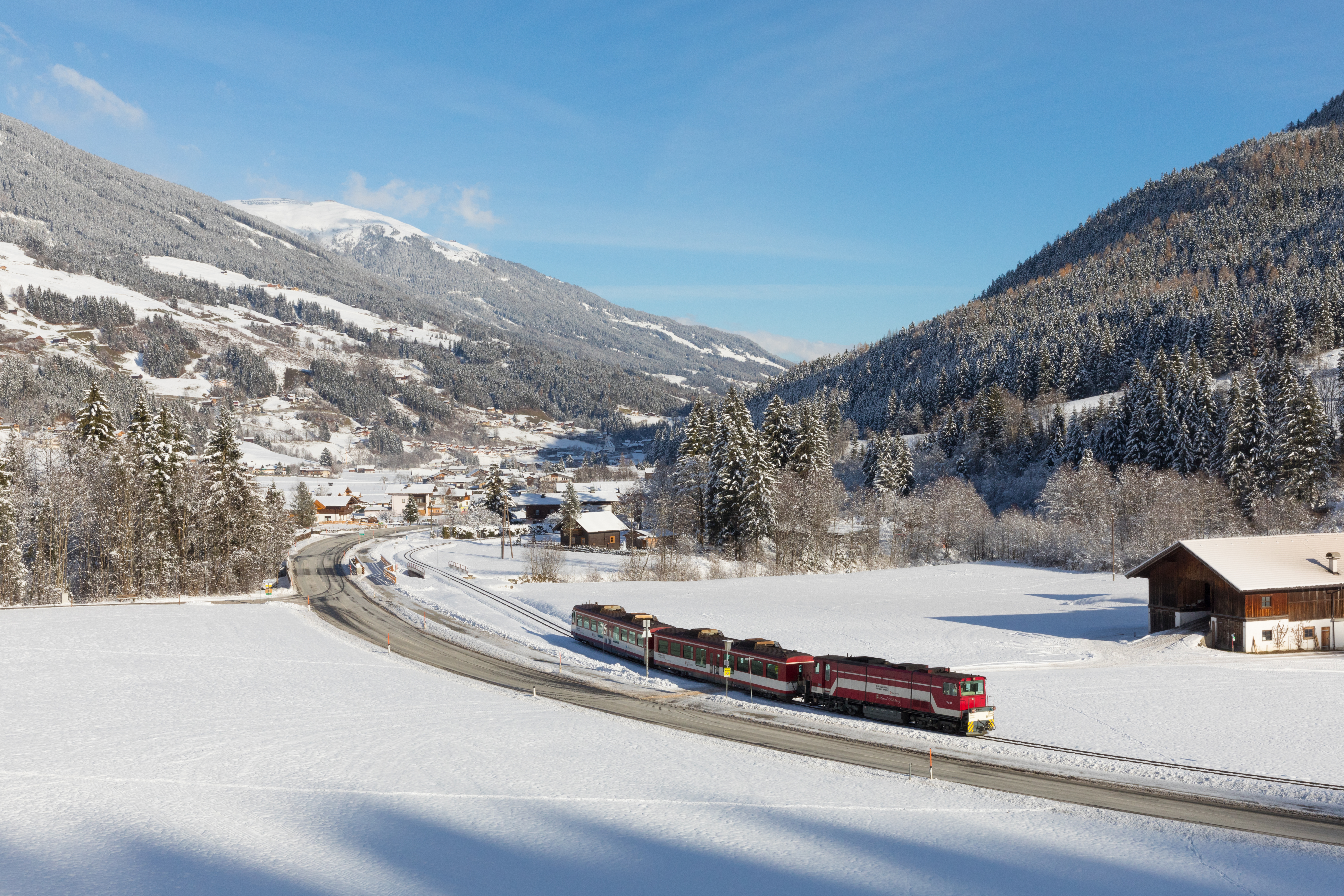
Zug nahe dem Krimmler Bahnhof
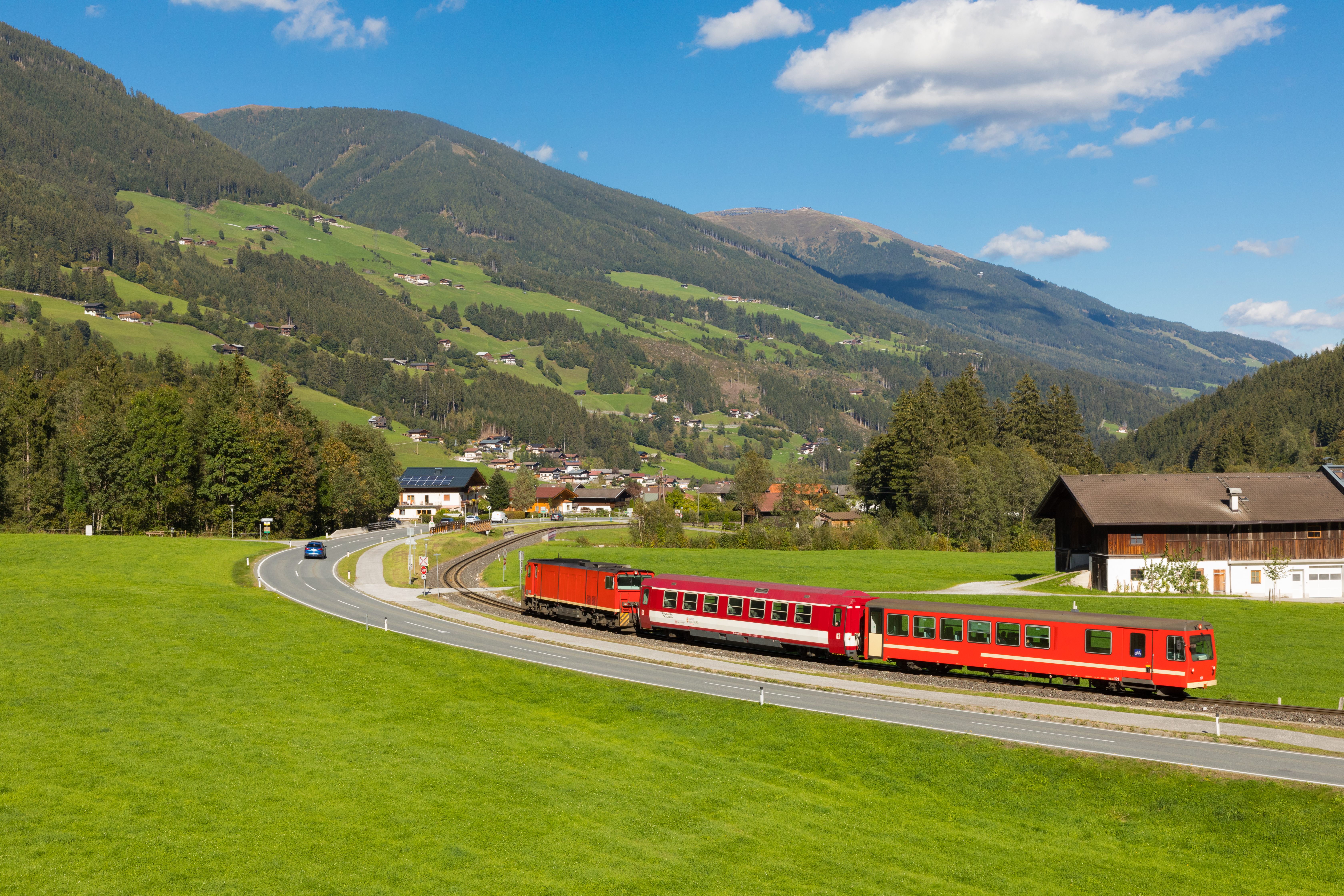
Lokomotivbespannter Zug bei Krimml

## Verkehr

### Personenverkehr

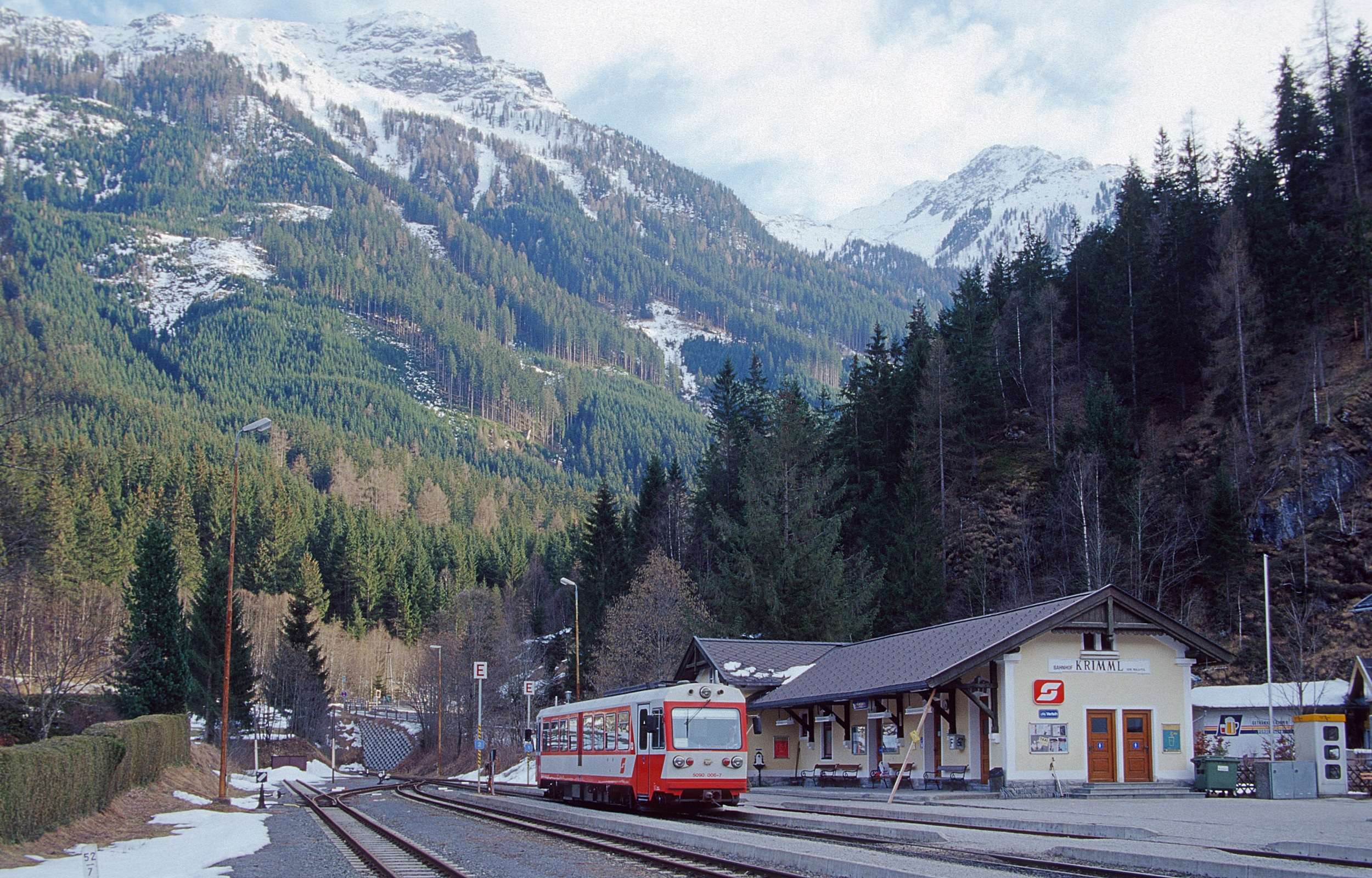
Triebwagen Reihe 5090 im Endbahnhof Krimml (2002)

Im Personenverkehr war von Anfang an ein hohes touristisches Fahrgastaufkommen zu verzeichnen, zu dem die Attraktion der Krimmler Wasserfälle wesentlich beitrug. Auch heute ist der Tourismus neben Pendlern und Schülern ein wesentliches Standbein der Bahnlinie. Neben Besuchern des Nationalparks Hohe Tauern nutzen viele Radfahrer die Möglichkeit der Anreise per Bahn, um auf dem Tauernradweg zu verkehren.
Ab 14. Dezember 2008 konnte der Stadtverkehr Zell am See, bereits unter dem neuen Betreiber, mit einem alternierenden Takt bis Fürth-Kaprun verlängert werden. Die nach ursprünglichen Plänen aufzulassende Haltestelle Zellermoos blieb in Betrieb.
Die Symmetrieminute der Pinzgaubahn stimmte bis 2008 exakt mit der in Mitteleuropa üblichen überein, wodurch in Zell am See in beiden Richtungen gute Anschlüsse bestanden. Seit 14. Dezember 2008 liegt die Symmetriezeit etwa zwei Minuten später, wodurch die Anschlüsse in Zell am See, beispielsweise nach Saalfelden, knapper wurden. Die Fahrpläne wurden jedoch inzwischen wieder angepasst.

#### Fahrgastzahlen
2008 wurden 230.000 Fahrgäste befördert.

2009, im ersten vollen Jahr unter neuer Betriebsführung, benützten 440.000 Personen die Pinzgauer Lokalbahn. 2010 sollen es laut dem Salzburg AG Direktor Gunter Mackinger 600.000 sein, erwartet werden für den Oberpinzgau 620.000 Fahrtkilometer Schiene und 420.000 Bus jährlich.

Im September 2010 erklärte Gunter Mackinger das Ziel, im fünften Jahr unter der Betriebsführung der Salzburger Lokalbahn, also im Jahr 2012, sollen eine Million Fahrgäste mit der Pinzgauer Lokalbahn fahren. Dieses Ziel wurde mit 887.619 Reisenden allerdings nicht ganz erreicht.

### Güterverkehr

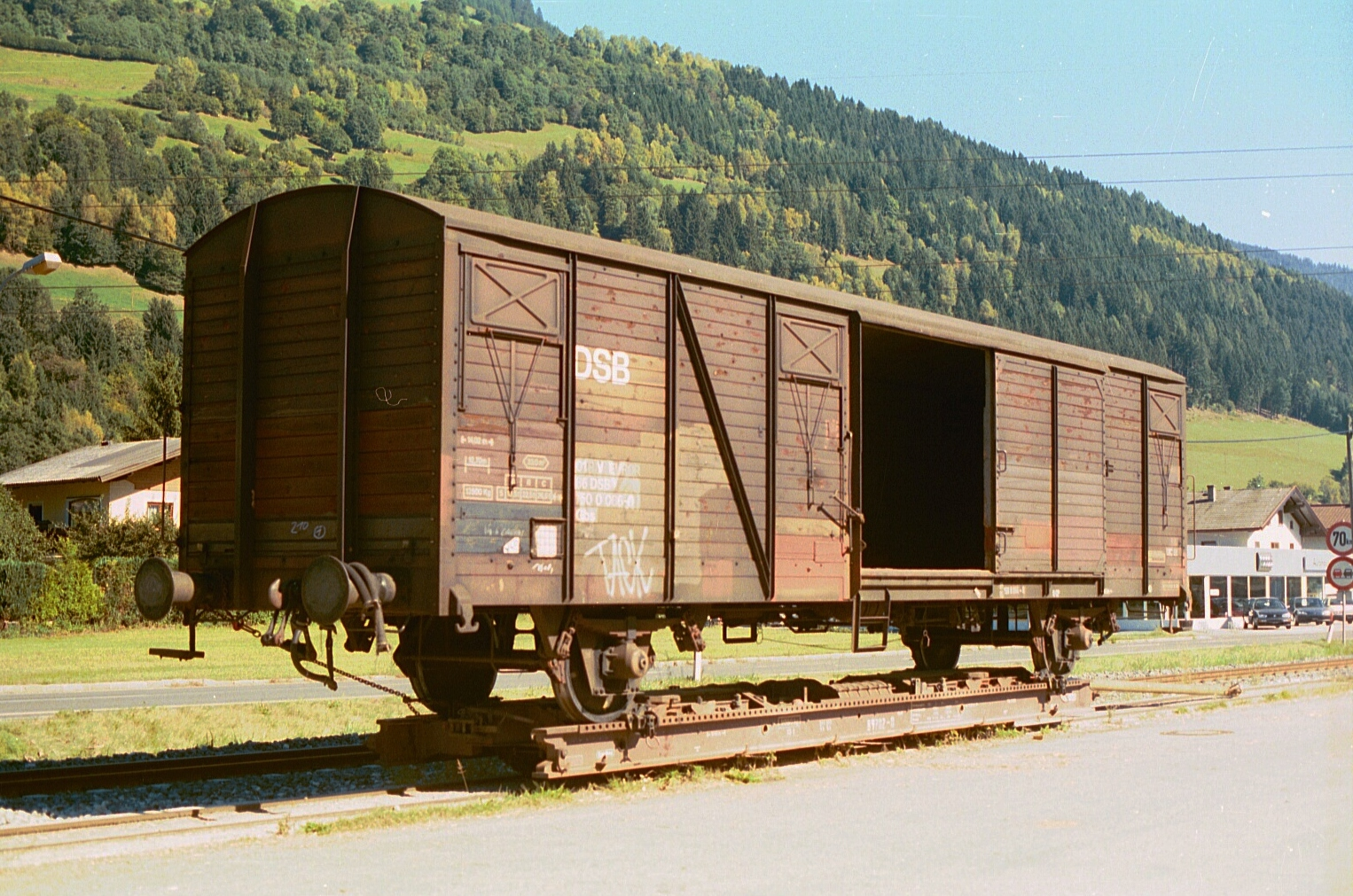
Rollwagen mit Güterwagen beladen an der Haltestelle Burk (1997)

Da ein örtlicher Industriebetrieb Interesse bekundete, nahm die Salzburger Lokalbahn am 24. November 2008 offiziell den Betrieb wieder auf, den die ÖBB 1998 eingestellt hatten. Auch holzverarbeitende Betriebe nutzen inzwischen wieder den Bahntransport. Das Frachtaufkommen schwankte zwischen 1200 t und 7300 t im Jahr. Zwischenzeitlich wurde der Güterverkehr wieder aufgegeben, die noch vorhandenen Anschlussgleise abgetragen oder vom Netz getrennt. Die Verladeanlagen und Dreischienengleise in Tischlerhäusl wurden 2020 entfernt.

## Streckenausbau
Im Sommer und Herbst 2011 erfolgte der Bau der Haltestelle Uttendorf Manlitzbrücke.
Dabei wurde eine Langsamfahrstelle mit drei engen Bögen (Radius 95 m) beseitigt. Weiters ist noch die Haltestelle Uggl-Schwarzenbach – ebenfalls in der Gemeinde Uttendorf – in Betrieb genommen worden, sie wurde nach dem Hochwasser im Jahr 2021 aber wieder aufgelassen. Eine weitere Haltestelle ist für den Nachbarort Stuhlfelden im Gespräch.
Im Jahr 2012 sollte der Bereich Piesendorf bis Walchen im Pinzgau begradigt werden. Mit der Errichtung eines neuen Kreuzungsbahnhofs soll der Planverkehr erleichtert werden.
Im Februar 2020 wurde bekannt, dass die Lokalbahnstrecke mittels Oberleitung elektrifiziert werden soll, dies bedeutet auch eine Modernisierung des Fuhrparks. Seit November 2019 laufen mehrere Planungsverfahren die eine Verlängerung nach Oberkrimml beziehungsweise zu den touristisch beliebten Krimmler Wasserfällen sowie eine Stichbahn nach Kaprun untersuchen.

## Bahnhöfe und Haltestellen

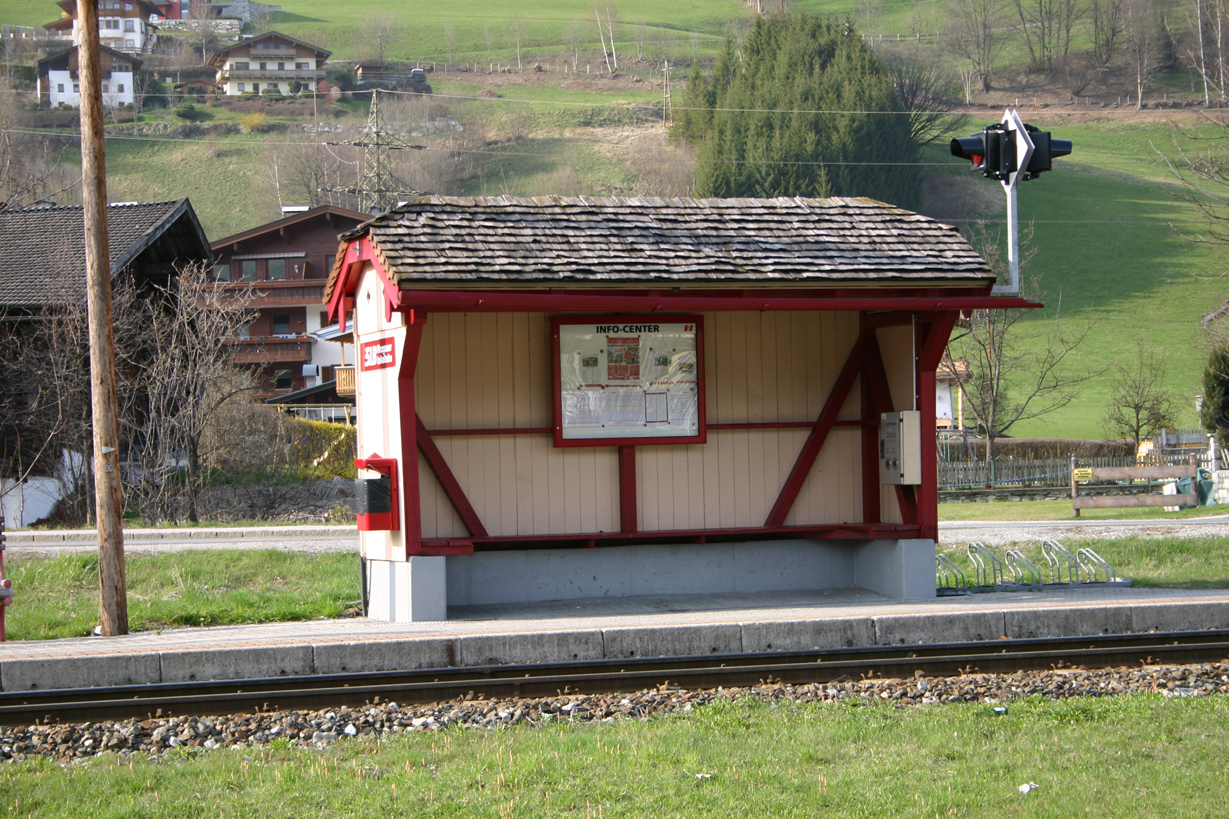
Haltestelle Burk im neuen Farbkonzept und mit Lichtsignalen (2010)

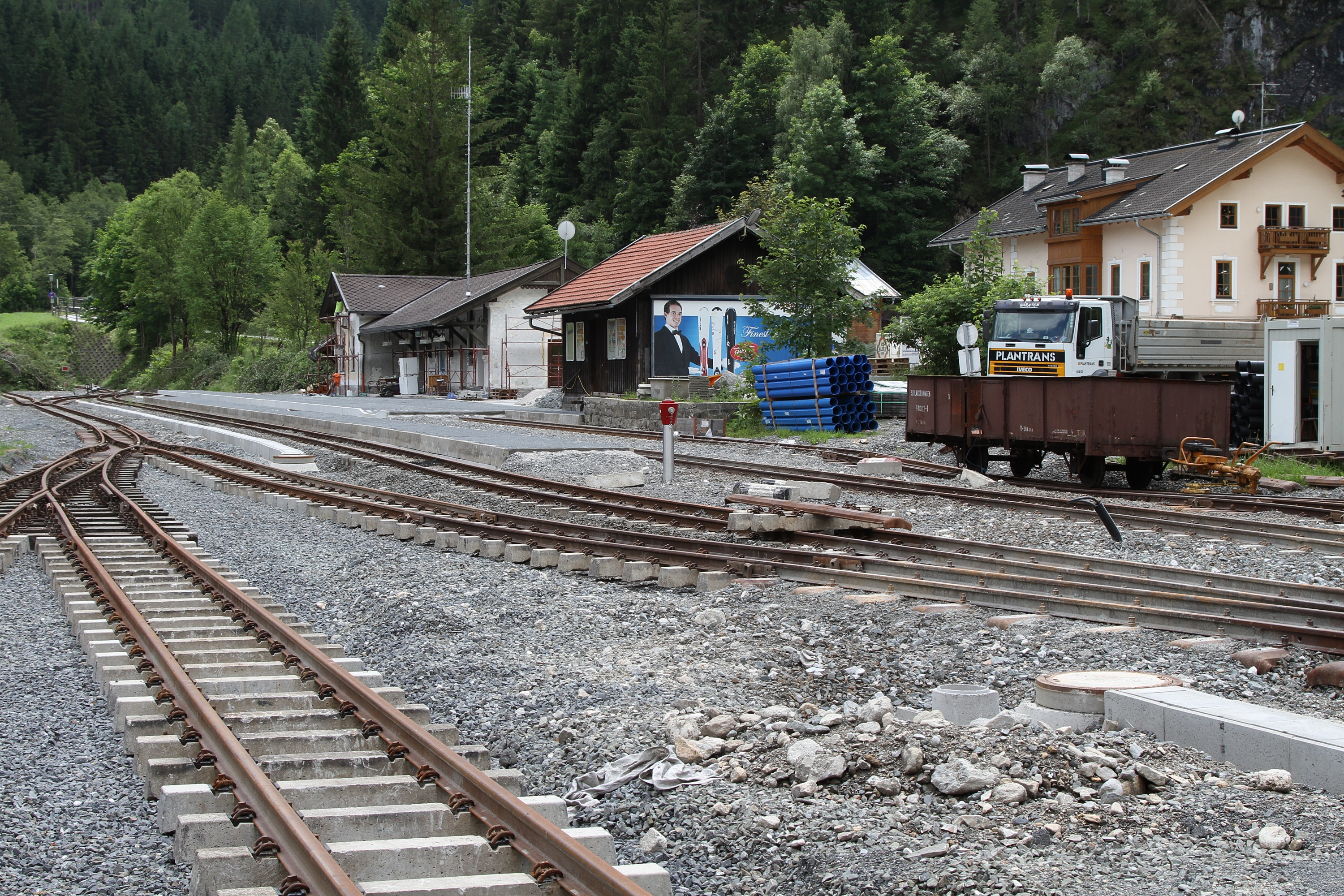
Sanierung des Bahnhofs Krimml mit Gleisneulage (Juni 2010)

Die Bahnhofs- und Stationsgebäude der Pinzgauer Lokalbahn waren einheitlich in einer Standardbauweise errichtet, die ab dem späten 19. Jahrhundert auf nahezu allen Lokalbahnen der Donaumonarchie zur Ausführung gelangte. Unbesetzte Haltestellen bestanden meist nur aus einem einfachen aufgeschütteten kurzen Bahnsteig und einer Haltestellentafel. Mit den Sanierungsmaßnahmen der ÖBB in den 1980er-Jahren wurden die Haltestellen mit einheitlichen hölzernen Wartehäuschen im ländlichen Stil ausgestattet.
Das Bahnhofsgebäude von Mittersill wurde von der neuen Betreiberin 2009 umfassend renoviert. Es präsentiert sich seither als Kundendienstzentrum mit angeschlossenem Souvenirverkauf. Der Mittersiller Bahnhof ist inzwischen auch der einzige, der mit kundendienstlichem Personal besetzt ist.
Der Bahnhof Fürth-Kaprun und die Station Dorf Passthurn wurden zu Kreuzungsbahnhöfen ausgebaut, dafür aber der Bahnhof Mühlbach zum eingleisigen Haltepunkt rückgebaut. Das Stuhlfeldener Bahnhofsgebäude wurde abgerissen, das Uttendorfer Bahnhofsgebäude jedoch wurde renoviert und ähnlich wie jenes in Mittersill gestaltet.
Auf der wiederaufgebauten Strecke zwischen Mittersill und Bramberg wurde die Haltestelle Hollersbach Panoramabahn neu errichtet. Sie wird in der Wintersaison von vielen Skifahrern benützt, die mit der Pinzgauer Lokalbahn ins Skigebiet anreisen.
Im Zuge des Wiederaufbaus zwischen Bramberg und Krimml wurde weiters das Bahnhofsgebäude von Wald abgerissen und der Bahnhof Krimml saniert. Weiters wurde in Neukirchen, wo die Trasse verlegt wurde, ein neuer Bahnhof gebaut. Das alte Bahnhofsgebäude von Neukirchen bleibt als privates Wohnhaus erhalten.
Einige Haltestellenhäuschen wurden im neuen rubinroten Farbkonzept renoviert. Alle Haltestellen und Bahnhöfe sind mit Lichtsignalanlagen ausgestattet, mit denen die Fahrgäste ein Anhalten des Zuges zum Zusteigen signalisieren können. Alle bisher umgebauten Haltestellen bekamen neue moderne Rand- beziehungsweise Mittelbahnsteige.

## Fahrzeuge

Lokomotive 2 „Zell am See“, später KkStB Z.2

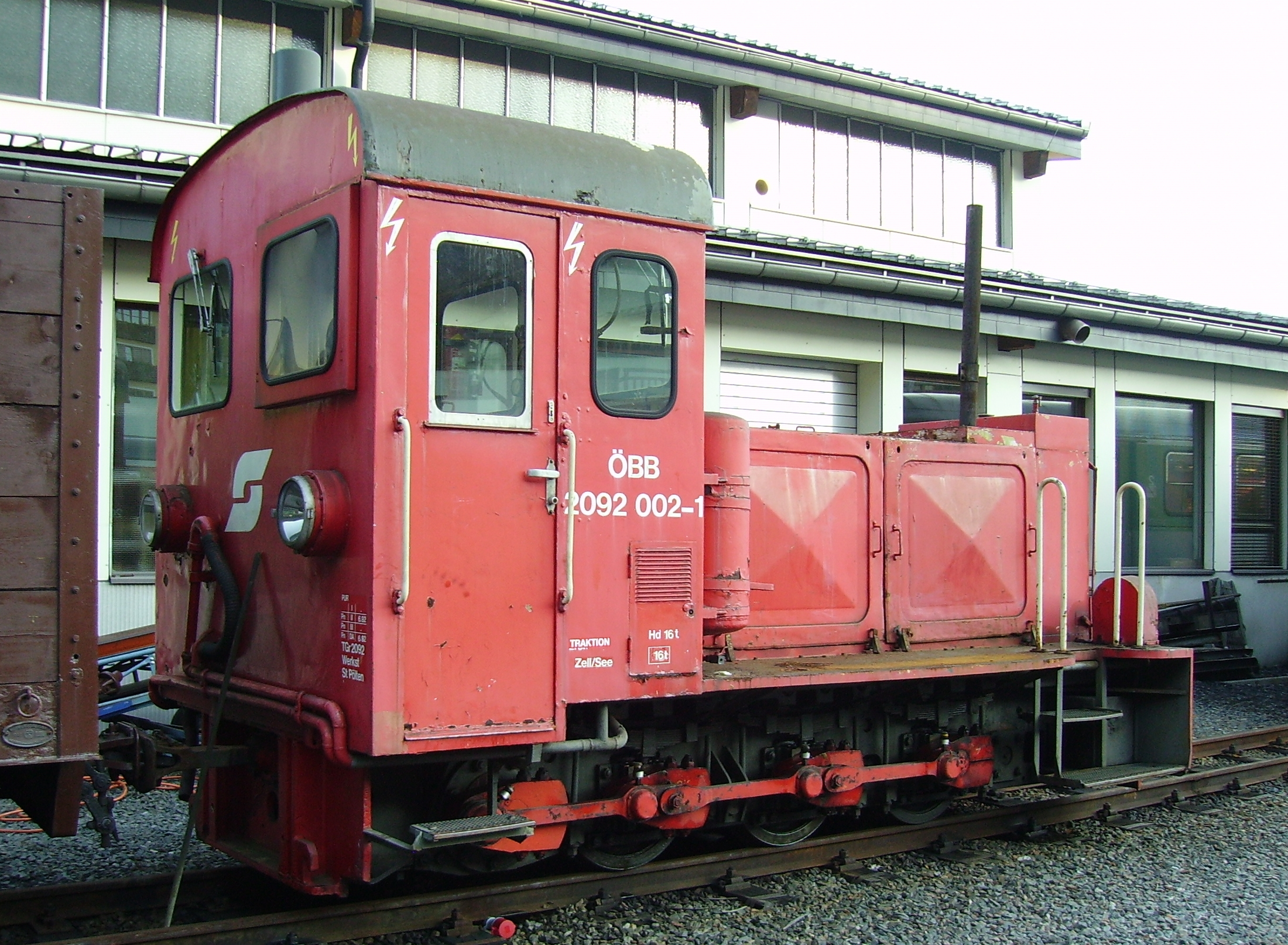
Vs 51, ehemalige ÖBB 2092, älteste Schmalspurdiesellok im Bestand der Salzburg AG (2008)

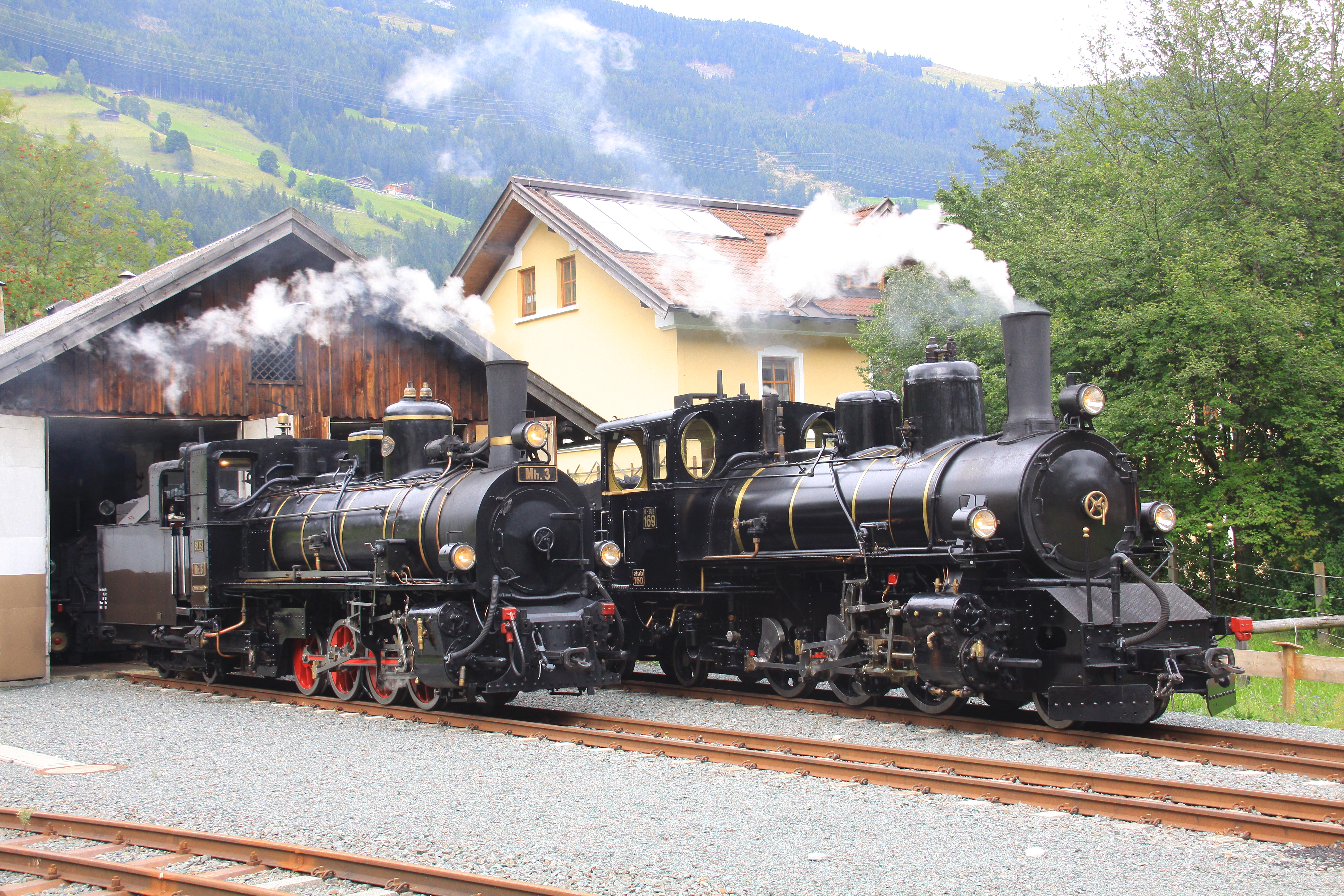
Ds 3 (ex 399.03 / Mh.3) und Ds 9 (ex JŽ 73-019) in Krimml

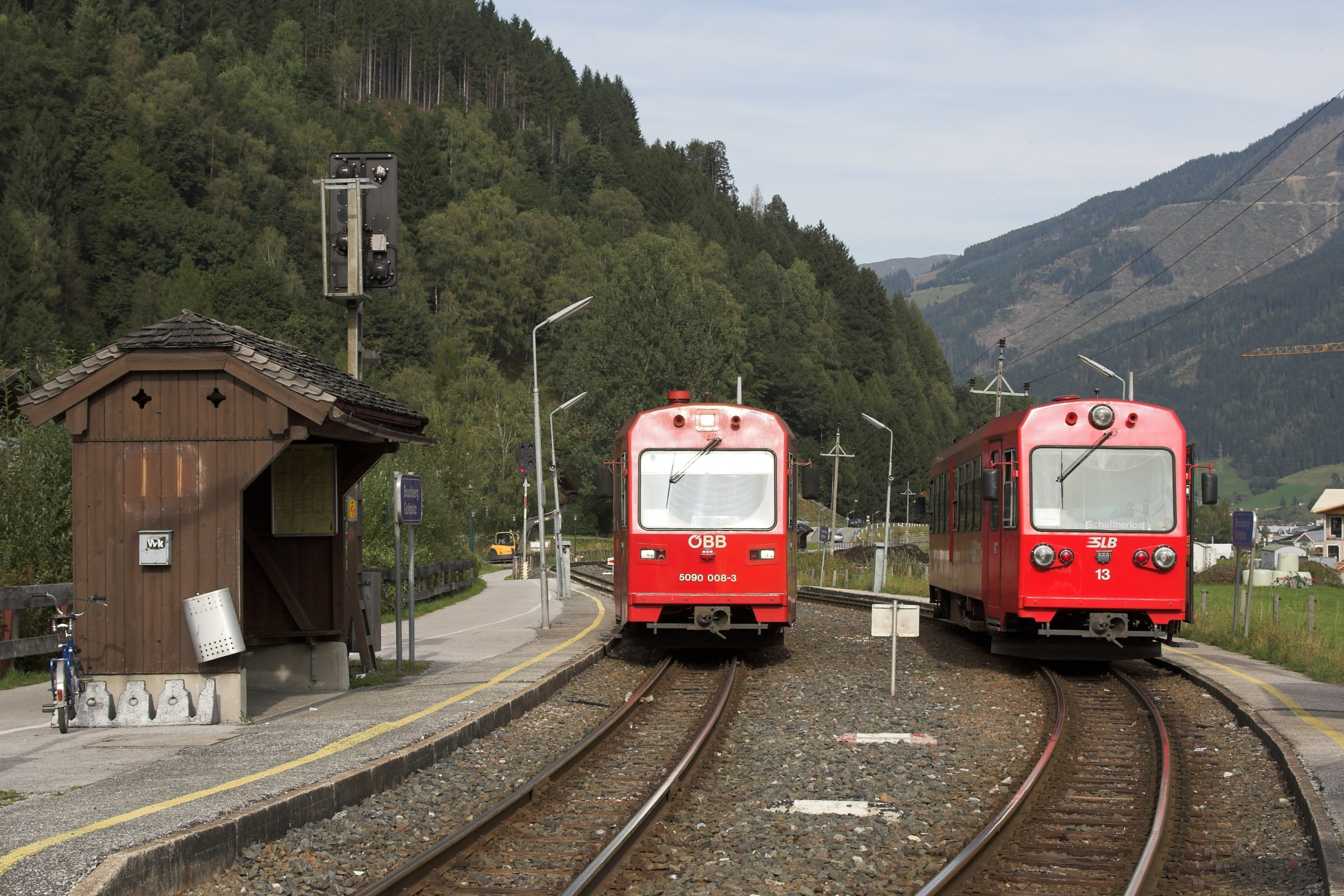
Triebwagen 5090 008 (ÖBB) und VTs13 der Salzburg AG im Bahnhof Bruckberg Golfplatz (2008)

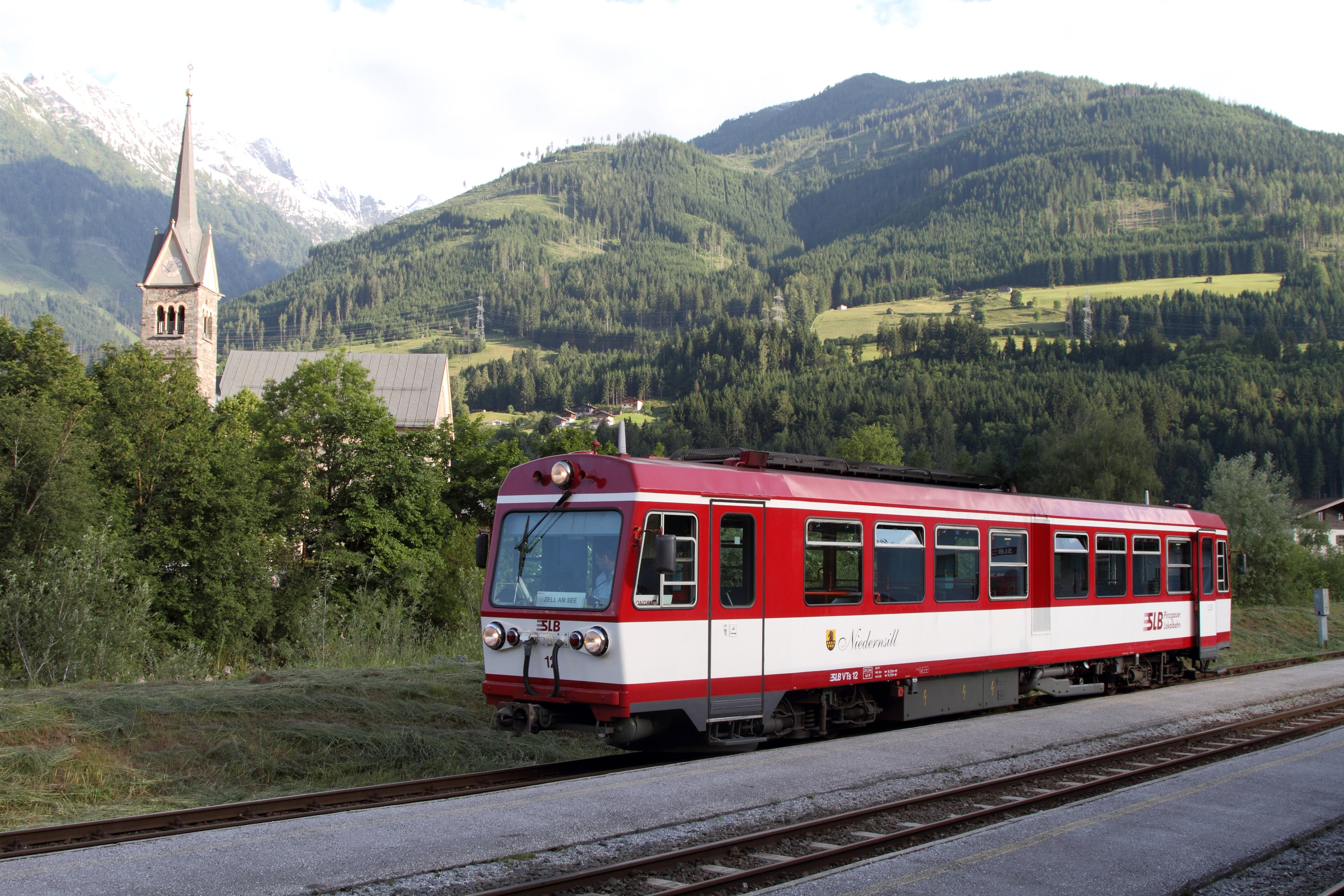
VTs 12 im Salzburg-AG-Design in Niedernsill (2010)

Anfangs wurde die Strecke mit den Lokomotiven der Baureihe „Z“ betrieben, später mit den stärkeren Maschinen der Reihe „U“. In den 1920er-Jahren wurde der Fuhrpark um Lokomotiven der neu entwickelten Reihe „Uh“ ergänzt und die Reihe Z ausgemustert. In der Zeit von 1906 bis 1926 verkehrte hier auch der Komarek-Triebwagen KkStB 1/s.0. Ab 1936 wurden mit der vorrangig für die Pinzgaubahn beschafften Reihe 2041s (ab 1953 ÖBB 2091) erstmals Diesellokomotiven eingesetzt. Zeitgleich folgten die eigens für diese Strecke konstruierten Krimmler Wagen.
Seit Mitte der 1960er-Jahre verkehren auf dieser Strecke Diesellokomotiven der Reihe 2095, welche letztlich zur Vollverdieselung des Betriebes führten. Bis dahin kamen bei starkem Frachtaufkommen auch fallweise Dampfloks der Reihe 399 auf diese Strecke. Von den 2095 sind bis heute (2019) drei auf der Strecke in Betrieb, sie werden unter der neuen Bezeichnung Vs 71–73 für Güterzüge und Fahrradtouristikzüge eingesetzt, eine vierte Lok (Vs 74) wurde 2014 von der NÖVOG erworben. 
Ab Mitte der 1980er-Jahre wurden laufend neu beschaffte Dieseltriebwagen der Reihe 5090 in Zell am See stationiert, diese bilden auch unter dem neuen Betreiber, als VTs 11–17 bezeichnet, das Rückgrat des Betriebes. Durch die neuen Wendezüge ist ihr Einsatz jedoch zurückgegangen und nach dem Hochwasser 2021 wurden zwei 5090 ausgemustert. Zudem befindet sich die letzte frühere 2092 der ÖBB als Verschublokomotive in Zell am See. Diese nunmehr als Vs 51 bezeichnete ehemalige Heeresfeldbahnlokomotive führt den Heizhausverschub und Bauzugeinsätze durch. Sie erhielt des Weiteren eine Vakuumbremsanlage und wurde auch im Verschub von Rollwagen eingesetzt.
Im April 2005 beschlossen die ÖBB gemeinsam mit der Zillertalbahn die Beschaffung neuer Fahrzeuge. Die erste Diesellokomotive des Typs D 75 BB-SE (geplante Bezeichnung ÖBB 2096) für die Pinzgauer Lokalbahn wurde von Gmeinder im Februar 2007 ausgeliefert, wurde aber von den ÖBB nicht eingesetzt. Die Lok wurde von der SLB als Vs 81 in Betrieb genommen und gelangt seit der Übernahme durch das Land Salzburg mit einem ebenfalls bei ZOS Vrutky neu beschafften modernen Wendezug zum Einsatz. Von der SLB wurde nach Übernahme der Pinzgauer Lokalbahn am 2. September 2008 eine zweite Lokomotive bestellt, welche Ende 2009 in Dienst gestellt und als Vs 82 bezeichnet wurde. Eine dritte Lokomotive, Vs 83, traf im Mai 2012 ein. Für die Wendezüge sind zwei niederflurige Beiwagen VBs 201–202 und drei niederflurige Steuerwagen VSs 101–103 vorhanden. Für den Stundentakt über die Gesamtstrecke sind drei Umläufe erforderlich.
Seit Herbst 2015 sind die von 1994 bis 2013 auf der Mariazellerbahn eingesetzten zwei elektrische Triebwagenzüge der Reihe 4090 im Eigentum der Salzburg AG. Die drei Zwischenwagen sowie der Steuerwagen sollten ursprünglich in der eigenen Werkstätte aufgearbeitet und dann im Wendezugbetrieb eingesetzt werden, bisher wurde 2017 nur der Zwischenwagen VBs 211 dem Betrieb übergeben. Die drei Triebwagen wurden 2020 im Bahnhof Tischlerhäusl auf einem Abstellgleis verschrottet, da sie als Elektrotriebwagen nicht ohne Oberleitung verkehren können.
2018 wurde die weitgehend baugleiche Gmeinder D 13 der Zillertalbahn erworben und als Vs 84 nummeriert, sie war schon vorher leihweise im Einsatz gewesen. Mit ihr wurde auch der Steuerwagen VS 4 und der Beiwagen BD4 42 erworben und nun als VSs 121 sowie VBDs 251 eingesetzt.
Bis auf einige Fahrzeuge in Nostalgiefarbgebungen sind alle Fahrzeuge der Pinzgauer Lokalbahn inzwischen im rubinrot-weißen Design der Salzburg AG neu lackiert worden.
Am 27. Juni 2025 nahm die Schiene Salzburg gemeinsam mit der Steiermarkbahn und der Schienenfahrzeugbeschaffung Tirol GmbH an einer Markterkundung über Schmalspurschienenfahrzeuge für die Murtalbahn, Pinzgauer Lokalbahn und Zillertalbahn teil. Für die Pinzgauer Lokalbahn ist die Beschaffung von neun vierteiligen Elektrotriebwagen mit einer betrieblichen Höchstgeschwindigkeit von 80 km/h projektiert, wobei alle Achsen beider Endwagen angetrieben sein sollen. Jede Garnitur soll mindestens 204 Sitzplätze, 296 Stehplätze, 2 Rollstuhlplätze, 18 Fahrradstellplätze und eine Universaltoilette anbieten. Die Achslast darf 12,5 t nicht überschreiten, als Stromsystem ist Wechselstrom 15 kV / 16,7 Hz projektiert, wobei die Elektrifizierung der Gesamtstrecke langfristig als am wirtschaftlichsten angesehen wird.

### Historische Lokomotiven

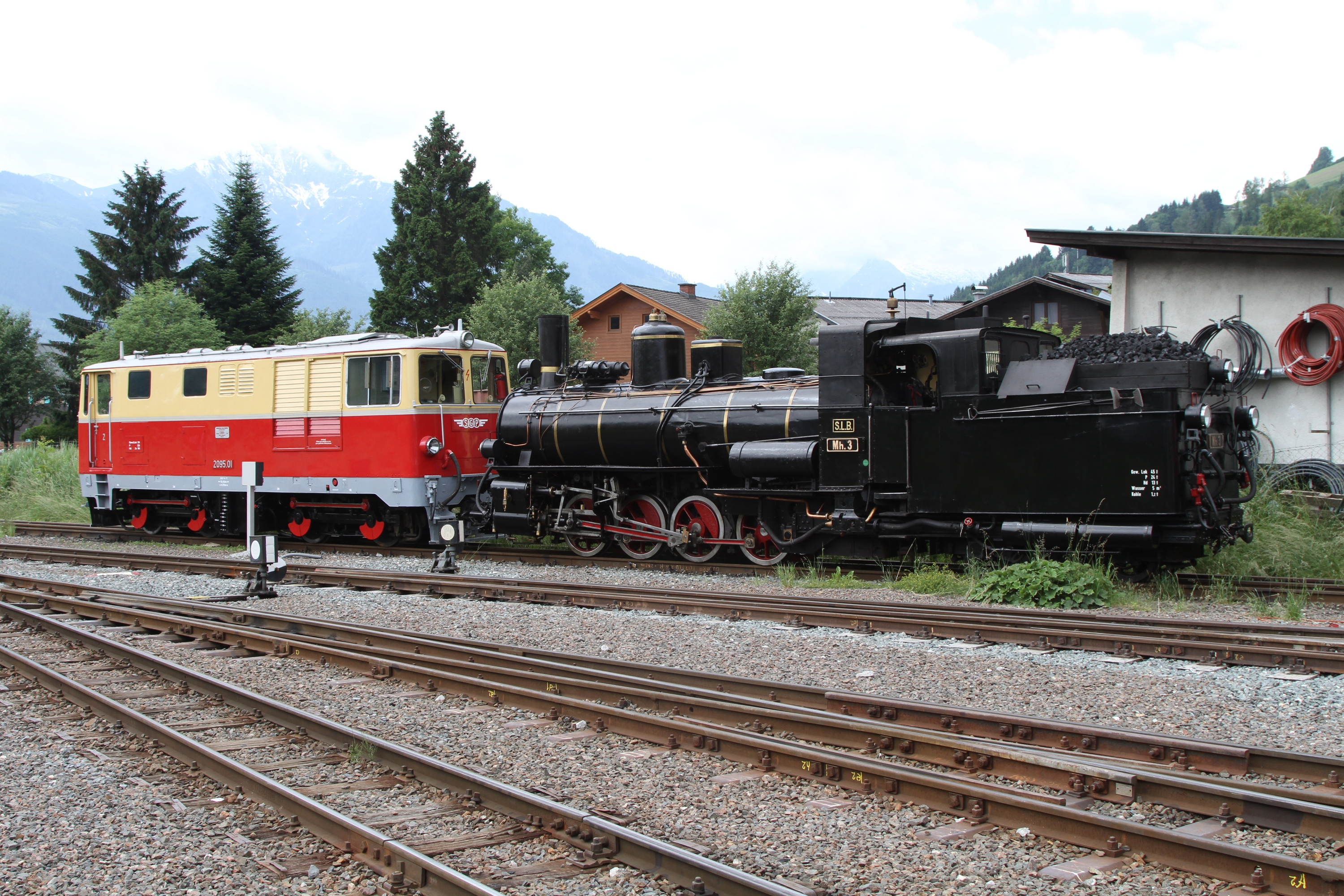
Die in den Originalzustand zurück versetzte Vs 71 (ex ÖBB 2095.01) und die Dampflok Mh.3

Die Dampflok Mh 3 steht als Ds 03 zusammen mit historischem Wagenmaterial für Dampfzüge bereit. Weiters ist die 498.07, jetzt Ds 07, in den Pinzgau übersiedelt und vorläufig in Krimml hinterstellt worden. Beide Dampflokomotiven befinden sich im Eigentum der Salzburger Lokalbahn. 2014 wurde die vom bosnisch-herzegowinischen Schmalspurnetz stammende Schnellzuglokomotive 73-019 des Club 760 nach einer Aufarbeitung in České Velenice zur Bahn überführt, um als Ds 9 auf der Pinzgauer Lokalbahn zu fahren. Die Kosten von 300.000 Euro wurden vom Land Salzburg finanziert. Die bis zu 70 km/h schnelle Maschine verbleibt im Eigentum des Club 760 und wird auf Basis eines Leihvertrages langfristig im Pinzgau bleiben.

## Sonstiges

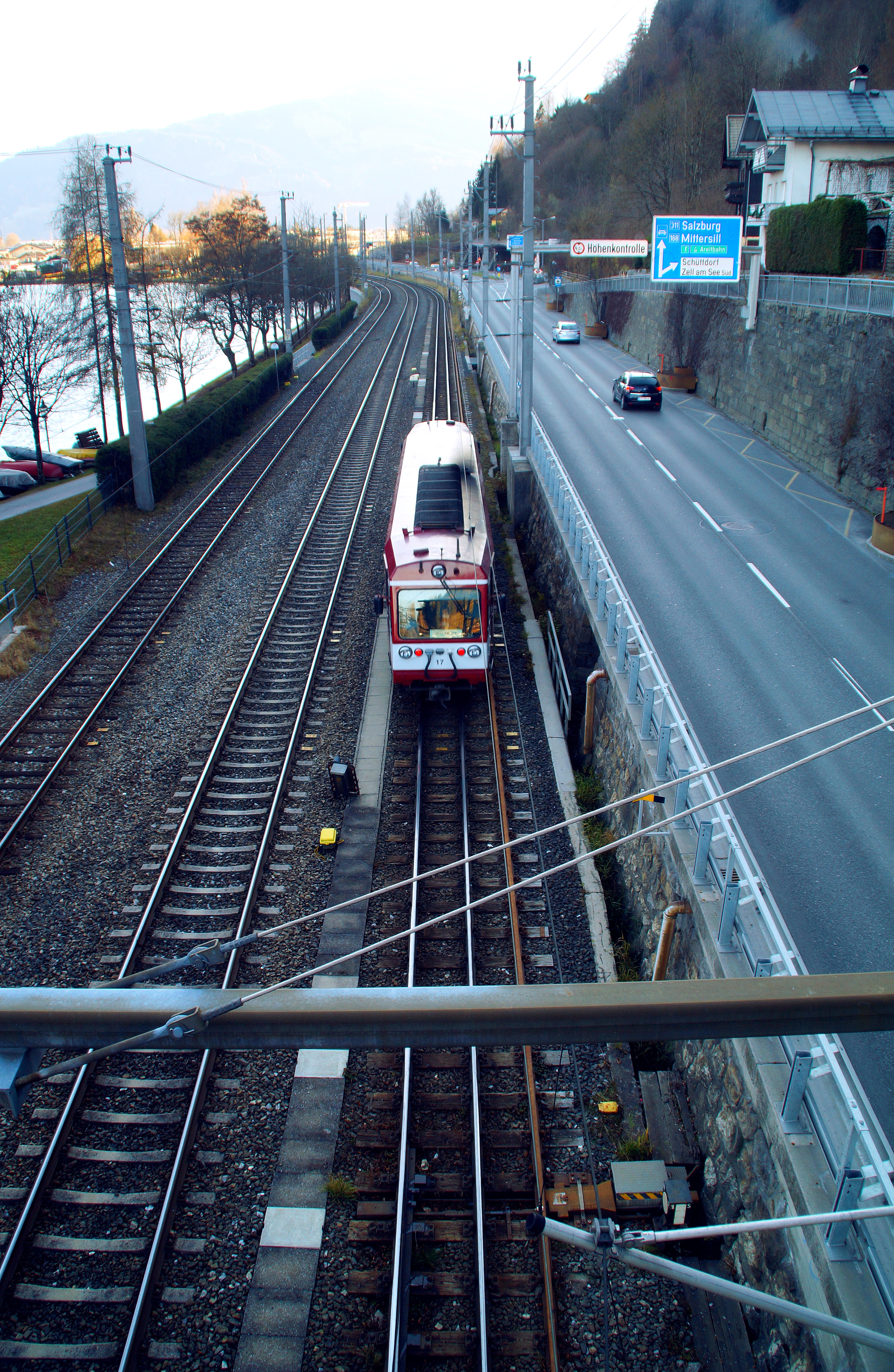
Ehemaliges Dreischienengleis südlich vom Bahnhof Zell am See (2018)

Zwischen dem Bahnhof Zell am See und dem Depot Tischlerhäusl verliefen bis 2020 über 1,6 Kilometer Dreischienengleise. Die Werkstatthalle Tischlerhäusl wurde bis Ende 2010 erweitert und durch ein Flugdach ergänzt. Dadurch können nun Reisezugwagen geschützt abgestellt und die Lokomotiven und Triebwagen unter verbesserten Arbeitsbedingungen gewartet werden.